# 日本の交通信号機

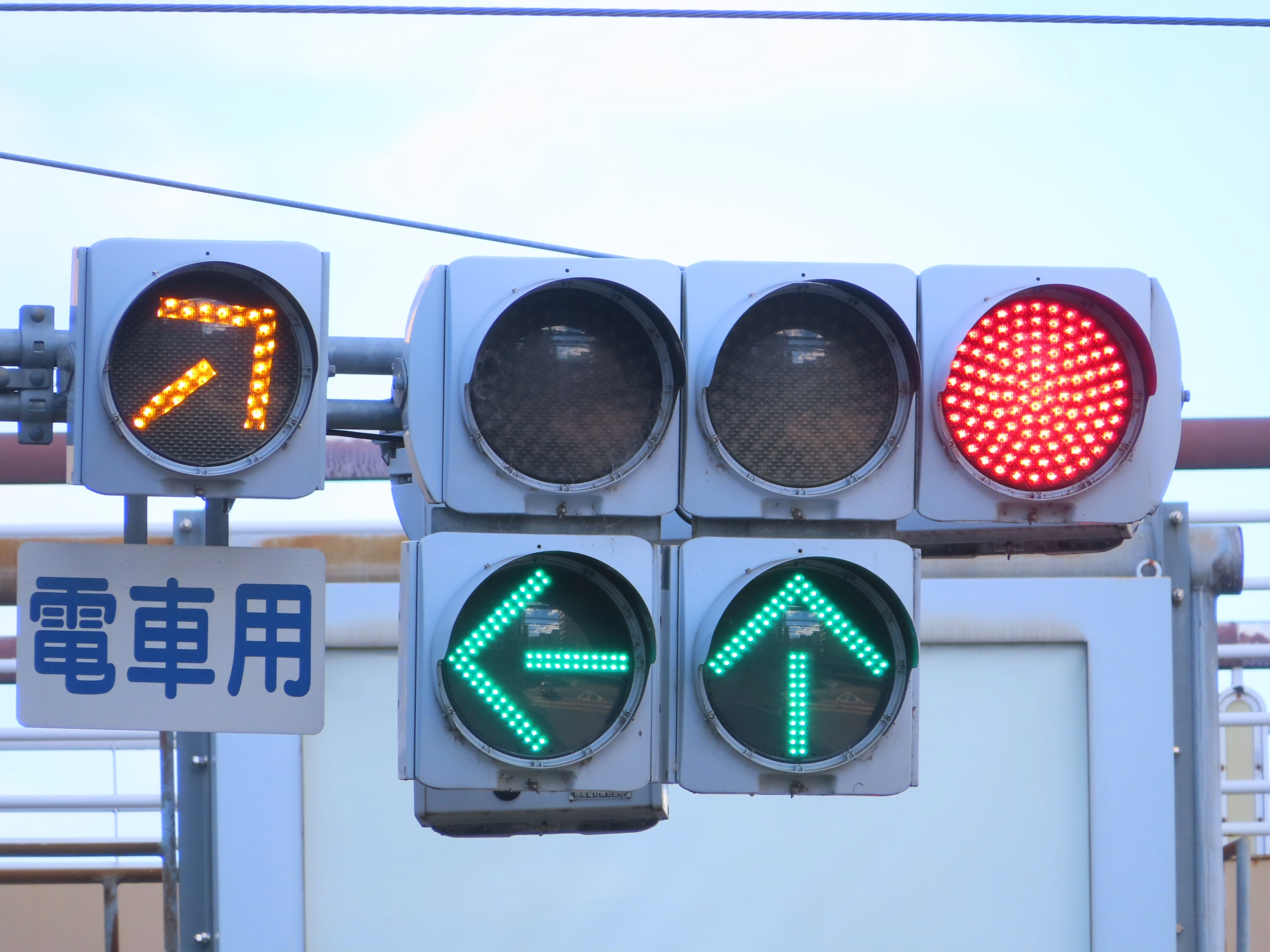
車両用信号機（横型・LED式）日本の自動車は左側通行で、赤信号は横型では右側にある。左に路面電車用の黄矢印（LED式）が取り付けられている。

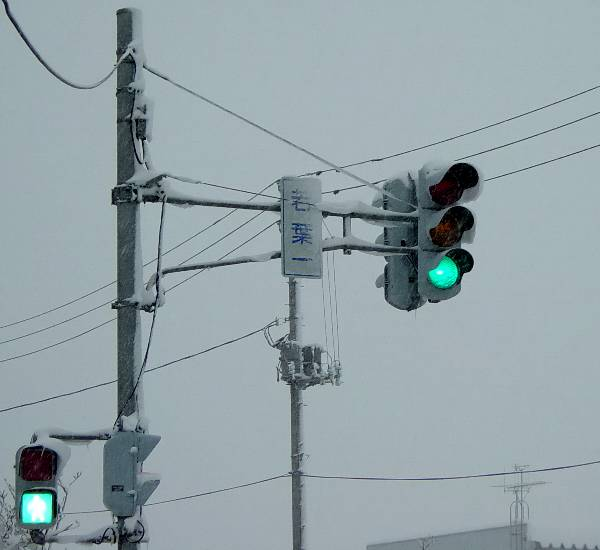
車両用信号機（縦型・電球式）と歩行者用信号機

本項では、日本の交通信号機（にほんのこうつうしんごうき）について記述する。
日本では道路の安全と円滑な交通を守り、また交通公害などの障害を防ぐために交通信号機が設置される。主に車両用と歩行者用に分けられるが、必要に応じて自転車用や路面電車用のものも設置される。国内で初めて機械式交通信号機が設置されたのは1930年（昭和5年）であり、その後は歩行者用信号機の誕生、電球式からLED式への光源の変更を経て現在に至る。
交通信号機には交通信号制御機や信号柱などが付属しており、制御機であらかじめ定められたパラメータに従って自動的に信号機の表示を変えている。
なお、この記事で取り扱う単位については「m」=メートル、「cm」=センチメートル、「mm」=ミリメートルとする。

## 概要
平面交差を行う道路利用者に対して灯色や矢印の灯火を表示する装置であり、「信号灯器」とも呼ばれる。
日本の信号機は車両用交通信号灯器（以下「車両用信号機」という。）と歩行者用交通信号灯器（以下「歩行者用信号機」という。）に分けられる。車両用灯器は青・黄・赤をした3つの円形の発光面（直径は20 - 45 cm、現在は25 - 30cmが主流）で構成されているものが多く、歩行者用灯器は青・赤をした2つの四角形の発光面（一辺あたり25 cm）で構成されている。車両用信号機に限り、3色の発光面に追加して青色や黄色の矢印が付加されているものもある。一般的に横型の信号機が設置されるが、降雪が多い地域や狭隘な場所に設置する場合は縦型のものが設置される。
信号機の役割は、交通事故の防止、交通流の円滑化、交通環境の改善が挙げられる。
制御にあたって関係する交差点の分布から点制御（1つの交差点のみの場合）、線制御（1本の路線で連動させる場合、面制御（面的に連動させる場合）の3種類に分けられる。また、信号機の制御で用いるパラメータとして、「サイクル長」「青信号スプリット」「オフセット」の3つが用いられる。
日本で最初に機械式の自動信号機が設置されたのは1930年（昭和5年）であり、それ以前は回転式の標示板などを使用していた。現在、発光源は白熱球からLED球に移行しつつある。

## 世界との比較
日本の交通信号機の設置位置は交差点の出口に設ける方式が最も一般的である。また、降雪が多い地域や狭隘な場所を除き、道路に対して水平（横型）に設置するのも一般的である。これに対して、米国や欧州は縦型に設置するのが一般的であり、景観を乱さないように柱に直接取り付けられている例が多い。
日本では車両用は全国に126万基以上ある。1平方キロメートル当たりの設置密度はイギリスの5倍、アメリカ合衆国の16倍に達する。これは信号機による交通整理の必要性が低いラウンドアバウト（環状交差点）や、インターチェンジ（立体交差）が欧米に比べて少ないことによる。
世界での信号機の設置事例を見ると、信号機の高さを低くし、支柱などを暗色で塗装して目立たないようにしているものが多く、都市景観の向上に効果をあげていると考えられる。一方で、個性的なデザインの信号機によって都会的な印象を与えている事例もある（例えばパリ）。
日本とは信号機の色の認識や表示の切り替えが異なる場合がある。例えば、イギリスでは青信号を「Blue」ではなく「Green」、黄信号を「Yellow」ではなく「Amber（琥珀）」と称する。また、イギリスでは赤表示から青表示に切り替わる前に赤+黄表示を挟む。

## 信号機の配列・意味・点灯パターン

### 色彩と配列
信号機の灯火は、横型のものは左から青色・黄色・赤色、縦型のものは上から赤色・黄色・青色の順と定められている。理由は交通安全の上で最も重要な赤色を最も視認性の良い位置に配置しなければならないためである。
なお、実際は緑色をした信号機を青信号と呼ぶ理由については、大阪府警察は光の三原色に対比させたものである説明している。また、日本人は「青葉」など緑を含めて青と呼ぶことがあり、交通信号機が初導入された1930年（昭和5年）当時の新聞が「青信号」と書いたことで広がったという説もある。1947年以降は、法令上の表現も「緑色信号」から「青信号」に変更された。

### 意味

青色の灯火
黄色の灯火の点滅
赤色の灯火の点滅

信号機が表示（現示）する信号の意味は、「赤色の灯火の×印」を除いて、道路交通法施行令第2条に定めがある。歩行者用信号機に自転車も対象に含む旨の標示板（以下、標示板）がある場合、その歩行者用信号機の示す信号の意味は道路交通法施行令第2条第4項に定めがある。「赤色の灯火の×印」は軌道運転規則が根拠となる。ここでは、下表で信号機の意味を概説する。
| 信号の種類 | 信号の意味 |
| 青色の灯火 | 車両等（車両及び路面電車。以下同じ）、歩行者等は進行できる。 ただし、歩行者用信号機が設置されている場合には、歩行者用信号機の対象とされる交通は、歩行者用信号機に従うこと（以下、黄色ならびに赤色の灯火ならびに点滅において同じ）。 なお、二段階右折する多通行帯道路等通行原動機付自転車、特定小型原動機付自転車及び軽車両は、右折地点まで直進して右折し、その地点で待機しなければならない。 |
| 黄色の灯火 | 車両等は停止しなければならない（ただし、停止位置で安全に停止できない場合を除く）。 歩行者等は横断を開始してはならない。また、横断中の歩行者等は速やかに横断を終わるか、引き返さなければならない。 |
| 赤色の灯火 | 車両等は停止しなければならない。 歩行者等は道路を横断してはならない。 なお、交差点において左折している車両等は、左折方向に対面する信号機が赤色の灯火であっても、そのまま進行できる。 なお、交差点において右折している車両等（二段階右折する多通行帯道路等通行原動機付自転車、特定小型原動機付自転車及び軽車両を除く）は、右折方向に対面する信号機が赤色の灯火であっても、そのまま進行できる。なおこの場合、青色の灯火等に従い進行する他の車両等や歩行者等を妨げてはならない。 二段階右折する多通行帯道路等通行原動機付自転車特定小型原動機付自転車及び軽車両は、右折地点で待機しなければならない。                                                   |
| 人の形の記号を有する青色の灯火 | 歩行者等は進行できる。 特例特定小型原動機付自転車及び普通自転車は、横断歩道において横断できる。但し、「自転車 歩行者 専用」の標示板があるものについては、特定小型原動機付自転車及び自転車は、横断歩道において横断できる。 |
| 人の形の記号を有する青色の灯火の点滅 | 歩行者等は横断を開始してはならない。また、横断中の歩行者等は速やかに横断を終わるか、引き返さなければならない。 特例特定小型原動機付自転車及び普通自転車は、横断を始めてはならない。但し、「自転車 歩行者 専用」の標示板があるものについては、特定小型原動機付自転車及び自転車は、横断を始めてはならない（ただし、停止位置で安全に停止できない場合を除く）。 |
| 人の形の記号を有する赤色の灯火 | 歩行者等は横断してはならない。 特例特定小型原動機付自転車及び普通自転車は、横断を始めてはならない。但し、「自転車 歩行者 専用」の標示板があるものについては、特定小型原動機付自転車及び自転車は、横断を始めてはならない（その他、特定小型原動機付自転車及び自転車は、車両用の「赤色の灯火」の意味に準じる。） |
| 青色の灯火の矢印 | 車両は、原則として、黄色及び赤色の灯火に関係なく、矢印が示す方向に進行できる。 なお、青色の「→」の矢印が出ている場合には、道路標識等によって禁止されていない場合に限り、車両（多通行帯道路等通行原動機付自転車、特定小型原動機付自転車及び軽車両を除く）は転回することができる（原則、真右「→」の矢印に限る）。 （多通行帯道路等通行原動機付自転車、特定小型原動機付自転車及び軽車両の特則）青色の「↑」の矢印により、直進できる。また、二段階右折する際には、右折地点まで直進して右折でき、かつその地点で待機しなければならない。青色の「←」により、左折ができる。青色の「→」の矢印は、無効である。 なお、歩行者等及び路面電車に対しては無効である。 |
| 黄色の灯火の矢印 | 路面電車は、黄色及び赤色の灯火に関係なく、矢印が示す方向に進行できる。（道路交通法及び軌道運転規則） |
| 赤色の灯火の×印 | 路面電車は、現示箇所又は信号機の防護区域の外方に停止しなければならない。（軌道運転規則） |
| 黄色の灯火の点滅 | 歩行者等及び車両等は、他の交通に注意して進行できる。 通説では、黄色の灯火の点滅は、それ自体が進行や徐行、停止を指示するものではなく、交通整理の行われていない交差点または横断歩道であること、または、前方等に他の信号機、横断歩道または交通整理の行われていない踏切もしくは交差点などがあるため前方等に特に注意を払うべきことを促すに留まり、それらの交通整理の行われていない交差点、横断歩道もしくは踏切に対し必要に応じて徐行または一時停止し、または他の信号機について注意を払うべきことを促すに留まるとされる。 |
| 赤色の灯火の点滅 | 車両等は、停止位置において一時停止し、かつ、他の交通に注意して進行しなければならない。 歩行者等は他の交通に注意して進行できる。 |
| 信号機により停止又は一時停止しなければならない場合、以下の位置が停止位置となる。 - 停止線が設けられている場合は、その停止線の直前 - 停止線が設けられていない場合は、 - 交差点、横断歩道、自転車横断帯又は踏切の直前 - 交差点、横断歩道、自転車横断帯又は踏切のいずれもない場所では、信号機の直前 | |

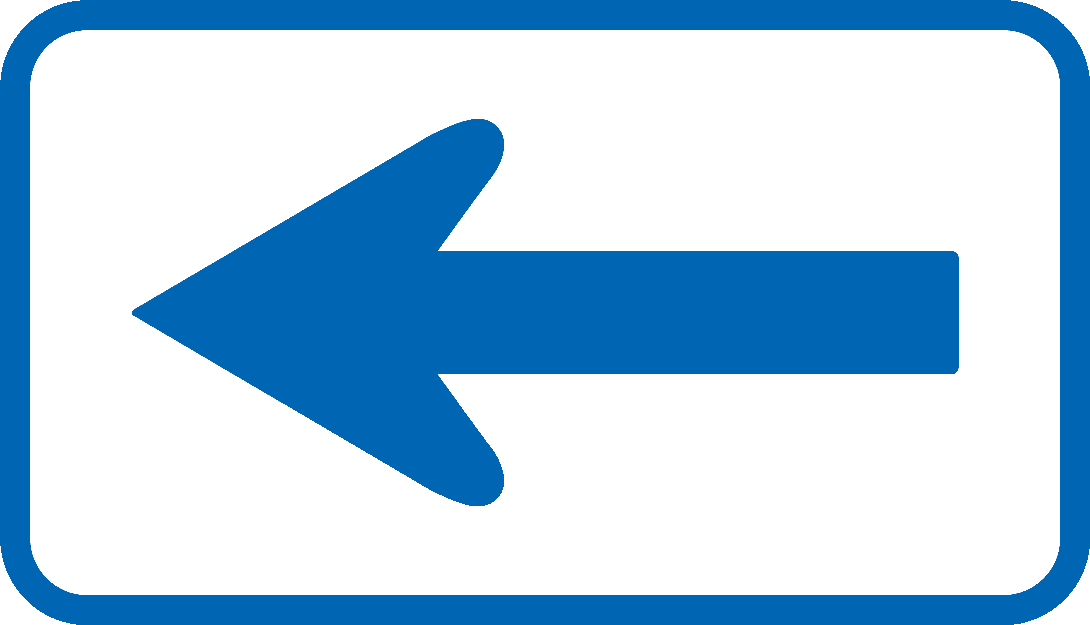
「左折可」の標示板

「左折可」の標示板がある交差点では、車両は黄色または赤色の灯火の信号にかかわらず、左折できる。この場合において他の交差する交通を妨げてはならない。
「特定の交通に対する標示板」（例「側道専用」など）が取り付けられた信号機がある場合、その信号機はその特定の交通だけに対し表示するものとされ、その信号機以外の信号機は、その特定の交通に対しては表示しないものとされる。
停電などにより信号機が消灯している場合には、交通整理の行われていない交差点または横断歩道としての注意義務が生じる。即ち、通例は当該交差点において優先道路の指定も行われないことから、交差点に進入する全ての車両等は徐行しなければならず、横断歩道を横断する歩行者等がある場合は一時停止して横断させなければならない。
信号機が故障していることが何人が見ても明らかな場合は、仮に信号機が何らかの表示をしていてもこれに従う義務は無いと解されている。1つのサイクルに則って信号機が作動している以上、3色の内1色でも故障が生じた場合は信号機の表示の効力は失うと解するのが妥当とされている。この場合も、信号機の効力が失われている以上は、交通整理の行われていない交差点または横断歩道としての注意義務が生じる。
歩行者用信号機が消灯した場合でも、その信号機による横断歩道は適法のものとされる。
- 青色の灯火
- 黄色の灯火の点滅
- 赤色の灯火の点滅

### 点灯パターン
車両用信号機が青・黄・赤を連続して表示するときの順番は、青→黄→赤とする。右折矢印信号を設ける場合は、黄色信号を表示してから赤信号と右折矢印の表示を行い、その後黄色信号を再び表示してから赤信号のみの表示を行うよう規定されている。従来は右折矢印信号を表示するときの信号機の点灯パターンは4通りあったが、事故を招くとして1994年（平成6年）7月に先述の通りにするよう通達を出した。なお、時差式による制御を行う場合でも、全ての方向の矢印を出して青信号と同じ意味の表示を行う点灯パターンは行ってはならないと通達が出されている。ただし、路面電車の通行を許可しないなどの、理由がある場合、このような制御になっている場合がある。
歩行者用信号機が青・青点滅・赤を連続して表示するときの順番は青→青点滅→赤とする。

日本の信号機の点灯パターン（横型）
日本の信号機の点灯パターン（縦型）
警察庁から指示されている右折矢印信号の点灯パターン（横型）

## 法律上の扱い
道路交通法第2条第1項第14号では。信号機を「電気により操作され、かつ、道路の交通に関し、灯火により交通整理等のための信号を表示する装置」と定義している。

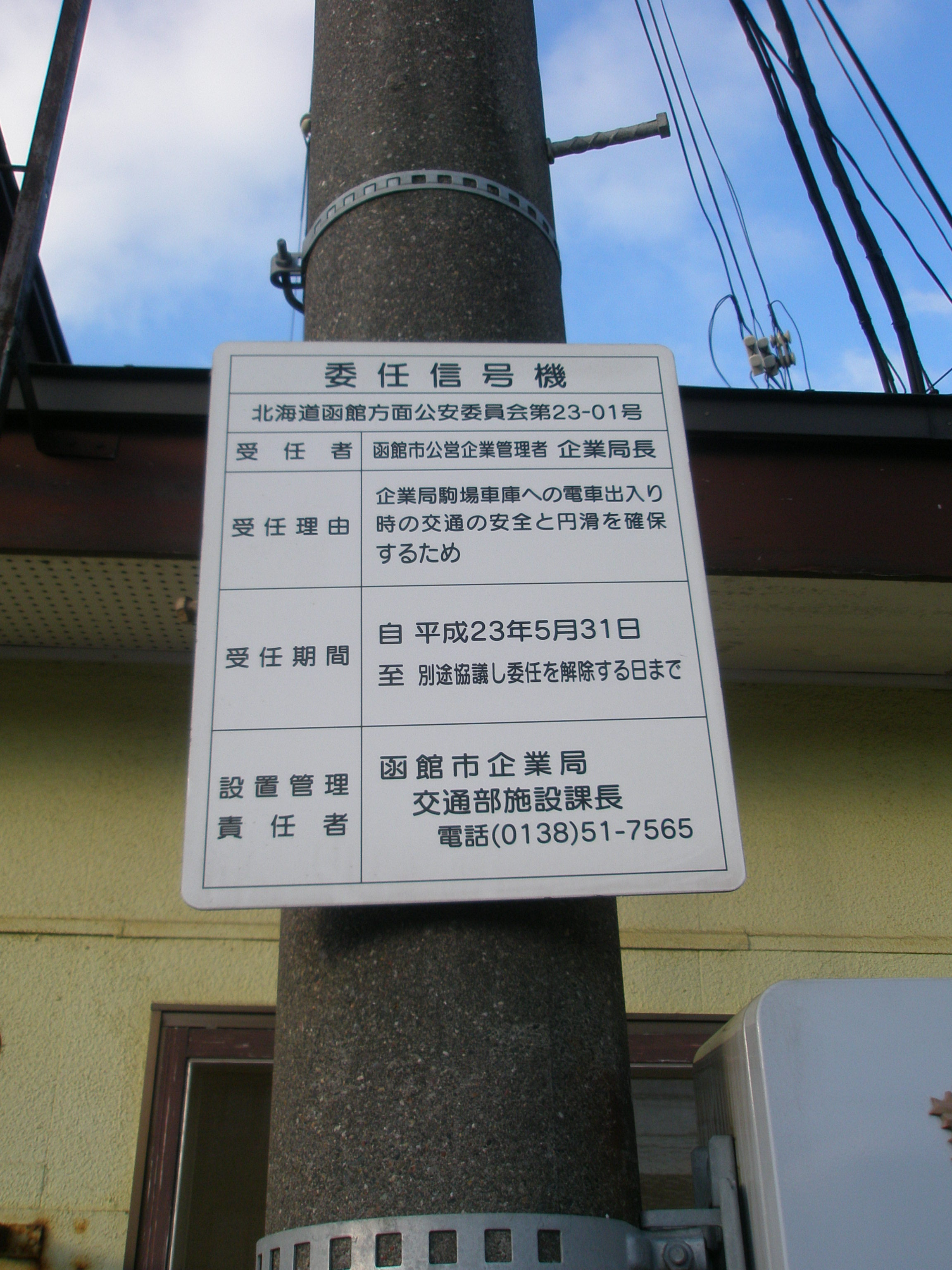
函館市電の駒場車庫前における、北海道函館方面公安委員会より信号の委任を受けた旨の表示板（2017年4月撮影）

設置者は都道府県公安委員会（以下「公安委員会」という。）であり、交通の煩雑な交差点やその他交通の危険を防止するために必要な場所には信号機を設置しなければならない。公安委員会が他の者に信号機の設置又は管理を委任することができる。ここでいう「他の者」とは軌道を管理する軌道経営者や公安委員会が適当であると認める者に限る。
道路交通法第7条より、道路を通行する歩行者等、又は自動車、原動機付自転車、軽車両、トロリーバス及び路面電車は信号機が表示する信号に従わなければならない。信号無視をした車両等の運転者は、3月以下の懲役又は5万円以下の罰金に処される。自動車または原動機付自転車の運転者が、赤色信号又はこれに相当する信号を殊更に無視し、よって交通事故を起こし人を死傷させた場合、危険運転致死傷罪に問われる場合がある。歩行者の場合は、2万円以下の罰金又は科料に処される。なお、道路工事の現場に設置されている交通整理用の信号機は、公安委員会または公安委員会の委任を受けた道路管理者が設置したものでなければ、信号の意味に従わなくても道路交通法による信号無視違反としての検挙はできない。
警察官や交通巡視員は手信号による交通整理を行うことができ、この場合特に必要がある場合は信号機の表示より手信号による指示の方を優先することができる。

## 設置基準
交差点での信号機の設置要件は、自動車などの交通量が最も重要な要素となる。ある程度以下の交通量ならば一時停止などの交通規制によって対応していくが、それ以上になると交通の円滑性が保てず、事故発生を招くおそれがあるため信号機の設置を検討することとなる。また、過去に信号機の設置によって防止できた交通事故が一定数以上発生している場合は事故防止として信号機の設置を検討することとなる。
交通信号機の老朽化問題を背景として、2015年に警察庁は『信号機設置の指針』を制定し、信号機の設置や撤去に対し指針を設けた。指針に当てはめると、信号機が必要な交差点は指針の中では5つの「必要条件」を全て満たし、4つの「択一条件」に1つ以上当てはまる必要がある。
必要条件は
- 車道幅員：自動車が安全にすれ違うのに必要な車道幅員を有する（一方通行の場合を除く）。
- 歩行者の滞留場所：歩行者が信号待ちをするための場所を確保できること。
- 交通量：主道路の往復交通量が最も多い時間帯で1時間あたり300台以上あること。
- 隣接信号機との距離：誤認を防止するため、隣接する信号機と原則150メートル以上離れていること。
- 信号柱の設置場所：運転者や歩行者が信号機を良好に確認できる位置に信号柱や灯器を設置できること。

と定められている。
また、「択一条件」は
- 信号機設置効果と代替手段の有無：信号機設置で防げる人身事故が1年間で2件以上発生し、他の対策で代替できない場合
- 児童・高齢者等施設の存在：小中学校や病院、養護老人ホーム等の近くで特に交通安全の確保が必要な場合
- 円滑化対策：主道路の交通量が多いため、従道路の車両が交差点に進入できず従道路に渋滞が起きる場合
- 横断者の安全確保：直近に横断歩道橋などがなく、歩行者の横断需要が多いのにもかかわらず容易に横断できない場合

となっている。『信号機設置の指針』では交通環境の変化などで指針の信号機設置の条件に該当しないようになった場合は信号機の撤去を検討することとされている。

## 制御システム

### 留意事項
交差点での交通制御方式の一種であり、他の交通制御方式として「一時停止制御」「ラウンドアバウトによる環道優先制御」がある。ライフサイクルコストは信号灯器や制御器を作動させるために高くなるため、限られた財政状況の中で持続可能な交通安全施設を維持するためには必要性の十分な検討が欠かせない。
交通信号機の制御は以下の点を目標として検討される。
- 交差点内の交通流の交錯を最小限にする。
- 道路上に安全な横断路を確保する。
- 車両の速度を適正な値にする。

これらの目標を達成するために、最も一般的な指標として「遅れ時間」が挙げられる。車両の実際の旅行時間と信号制御の影響を受けないで走行する旅行時間の差であり、交差点を通過する全車両の遅れ時間の総和（総遅れ時間）の最小化が信号制御の最適化の基本である。なお、交差点を通過する交通量が少ない場合は遅れ時間が他の制御方式と比べ大きくなるが、交通量が多い場合は遅れ時間が小さくなる。また、他の指標として「信号待ち行列長」「交差点通過に要する停止・発進回数」「信号待ち回数」および「捌け量」（一定時間内に流入路の停止線を通過できる車両の最大の数）が挙げられる。

#### 現示
信号機が一組の交通流に与える通行権のことを「現示」（または「信号現示」）と呼ぶ。信号機の現示の決定方法は、交差点の構造・交通状況・立地条件などを考慮して、交差点内の交通の流線を描いて交差・合流を許容できる範囲のものを1つの「現示」として割り当てる。交差点の形状が複雑になれば現示方式も複雑になり、現示数が増加する傾向にある。標準的な三枝または十字交差点で、かつ歩行者や右折交通量が少ない交差点では2現示で処理することが可能である。特に、交通信号機は可能な限り矢印・点滅表示を使わないで交通整理（三色整理）を行うことが望ましい。こうした交通信号機の現示の出し方を「標準二現示方式」と呼ぶ。
右折交通流が多い交差点では、時差式によって右折交通流の多い交通の青表示を長時間取る方法や、右折専用現示方式によって右折の青矢印表示で交差点の交通処理が行われる。また、歩行者交通が多い交差点では、斜め横断の歩行者需要が多い交差点ならばスクランブル現示の導入を行うほか、歩行者と車両で動線の交錯を生じないようにする歩車分離式信号制御の導入が行われる。
上述の歩車分離式信号機や時差式信号機、青矢印信号機の設置などで3現示以上出す場合は「多現示方式」と呼ぶ。こうした多現示方式の場合、交通整理の方法に道路利用者が納得できる合理的理由が無いなら信号無視を誘発するおそれがある。

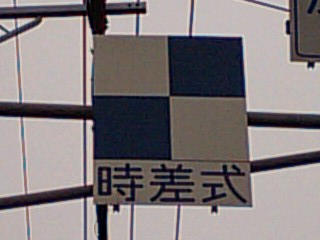
時差式信号機に設けられた標示板
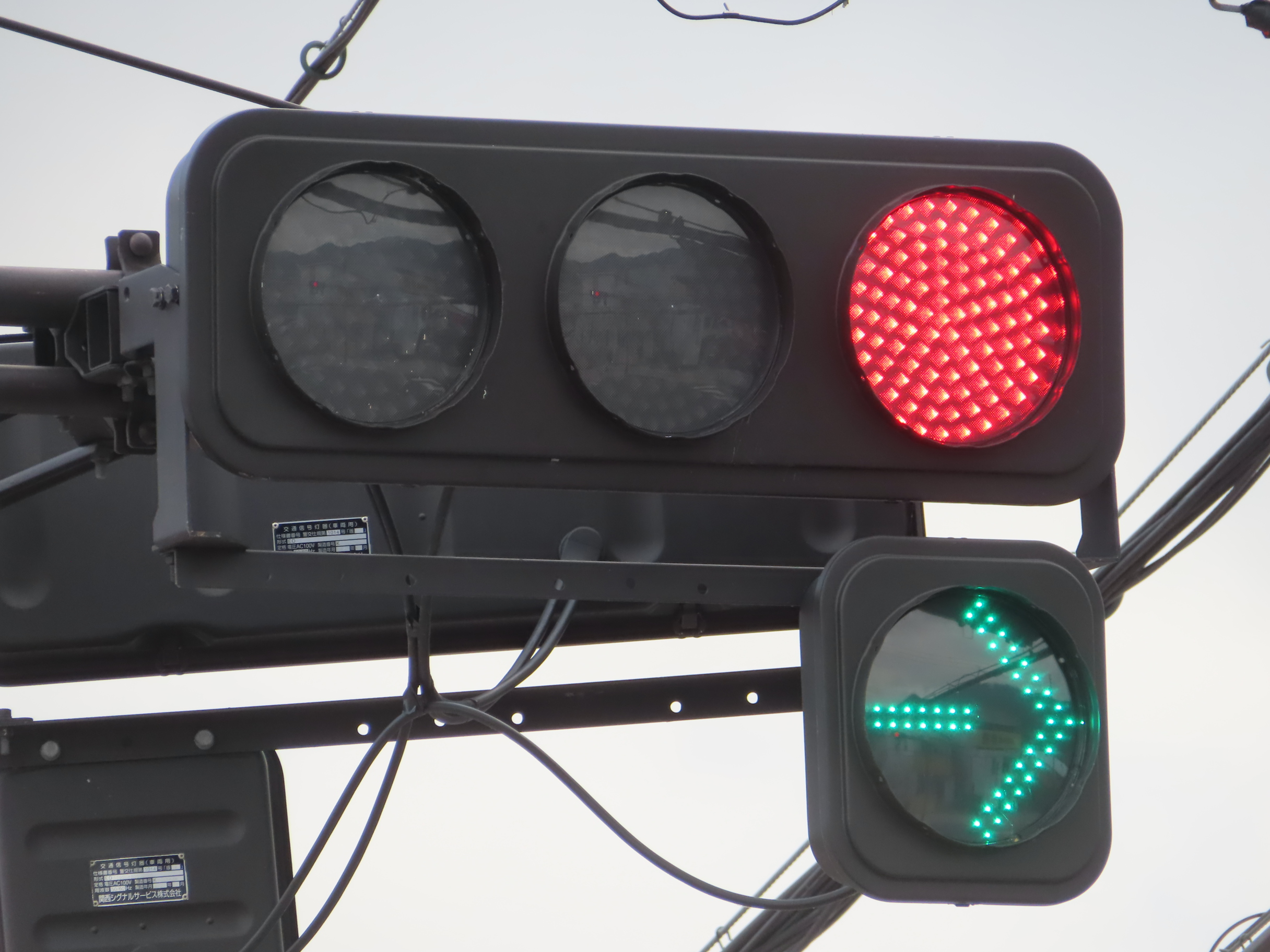
右折専用現示方式における右折の青矢印表示

#### 信号機の制御とパラメータ
交通信号機を制御するために用いられるパラメータは以下の3種類である。
- サイクル長:信号表示が一巡する時間
- 青信号スプリット：各現示に割り当てられる時間または割合
- オフセット：隣接する交差点どうしで系統制御するために、系統方向の各交差点における青の開始時間の差（秒数またはサイクル長に対する百分率）

信号の制御方式は、制御対象の信号交差点の関連性から以下の分類に分けられる。
- 点制御（地点制御） : 交差点単独で制御する。
- 線制御（路線制御） : 一連の隣接する交差点を相互に連動させて制御する。
- 面制御 : 面的に広がる道路網に設置された複数の信号機を一括して制御する。

日本の信号制御は大きく分けてマクロ制御とミクロ制御に分けられている。前者（マクロ制御）は感知器によって収集・予測されたデータに基づきサイクル、スプリット、オフセットを制御する。後者（ミクロ制御）は感知器から得られたデータを処理したものと、マクロ制御で得られた各種のパラメータに基づき、事故の危険性などを考慮して各信号の表示時間を秒単位で制御している。
一方で、制御パラメータの設定（サイクル長、青信号スプリット、オフセット）から、以下の分類に分けられる。
- 定周期制御：時間帯に応じてあらかじめ信号制御のパラメータが設定されているもの。
  - 一段周期制御：常時まったく同じ制御パラメータを用いて制御
  - プログラム多段周期制御：時間帯や曜日ごとにあらかじめ信号制御パラメータを設定して制御
- 交通感応制御
  - 端末感応制御：車両感知器などの感知器を用いて制御するもの。
    - 全感応制御：全部の現示を感応式によって調整する制御
    - 半感応制御：一部の現示を感応式によって調整する制御であり、感知があった時のみその方向に通行権を与えるものを「リコール式半感応制御」という

  - 中央感応制御（交通応答制御）：線制御・面制御される複数の交差点に対して、制御パラメータを変化させて制御させるもの。
    - プログラム選択制御：あらかじめ定められた有限個の制御パラメータを組み合わせプログラムから、車両感知器が得た情報に基づきそのときの交通状態に適するプログラムを選択する制御
    - プログラム形成制御：車両感知器が得た情報に基づきオンラインでパラメータや信号の切り替えを行うタイミングを決定する制御

交差点の流入部において、現示・車線別に単位時間あたりに停止線を通過できる最大の車両台数のことを「飽和交通流率」と呼ぶ。信号が青表示に変わった直後に車両が通過できる台数は飽和交通流率に達しないが、青表示に変わってから飽和交通流率に到達するまでの時間を「発進損失」と呼ぶ。そして黄表示に変わってから次の青表示に変わるまでの時間を「クリアランス損失」と称する。発進損失・クリアランス損失に該当せず、青表示で飽和交通流率で交通を捌ける時間を「有効青時間」となる。
なお、実際の交通需要（通常はその道路で想定されている時間あたりの交通量である「設計時間交通量」）を飽和交通流率で割った値を「需要率」と称する。この需要率の値は設計時間交通量を渋滞なく捌くために必要最小限の青時間スプリットとなる。「現示の需要率」は各信号現示での最大の需要率であり、現示の需要率の総和となる「交差点の需要率」となる。交差点の需要率は理論上、1.0を超えるとどのような信号制御でも設計時間交通量を捌くことが不可能であり、実際は現示切り替え時の損失時間を考慮して上限は0.7や0.8程度が上限として妥当となる。

#### 端末感応制御
端末感応制御には以下の種類がある。
| 名称         | 方法 |
| ------------ | --- |
| ギャップ感応 | 右折専用車線に車両感知器を設けて青矢印表示時間を調節する。                                                                             |
| ジレンマ感応 | 信号の黄色表示で通過・停車を迷うジレンマに陥らないよう、この判断に迷う区間（ジレンマゾーン）での車両の有無を検知して青信号を延長する。 |
| 高速感応     | 高速で走行する車両に対する速度抑制を目的として、一定速度以上で走行する車両を検知して青信号の短縮・赤信号の延長を行う。                 |
| バス感応     | バスを検知して青信号の延長・赤信号の短縮を行うことでバスを優先的に走行させる。                                                         |
| 列車感応     | 列車の接近時に信号の表示を変更させ、踏切近傍での安全・円滑を図る。                                                                     |
| 簡易半感応   | 従道路側の交通量が主道路側に対して極めて少ない場合、従道路側は車両感知器・押ボタンによって車両・歩行者を感知して信号を制御する。       |
| 歩行者感応   | 歩行者の横断需要が少ない場合に、センサーや押ボタンで歩行者を感知して信号を制御する。                                                   |
| 高齢者等感応 | 高齢者や身体障害者の横断が多い交差点で、高齢者等用押ボタンや携帯用小型電波発信機により歩行者の青信号を通常より延長させる。             |

このほか、新しい感応制御として、歩行者優先式信号機も導入されている。これは、通常は歩行者用信号機が青で、車両が来ると感知して、歩行者用信号機が赤になり、車両用信号機が青になるものである。

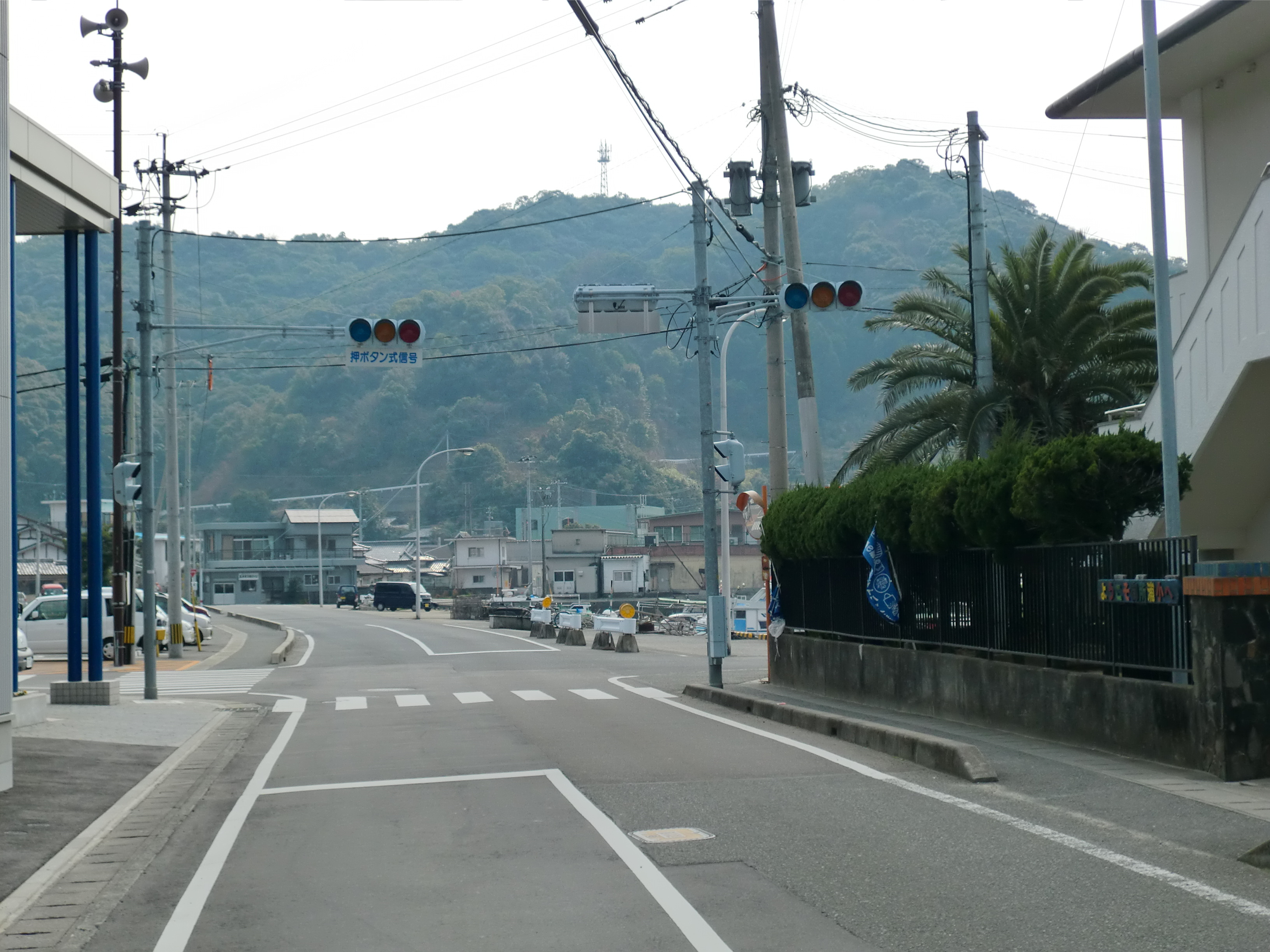
横断需要が少なく、押ボタンによる感応制御を行う例（熊本県天草市）
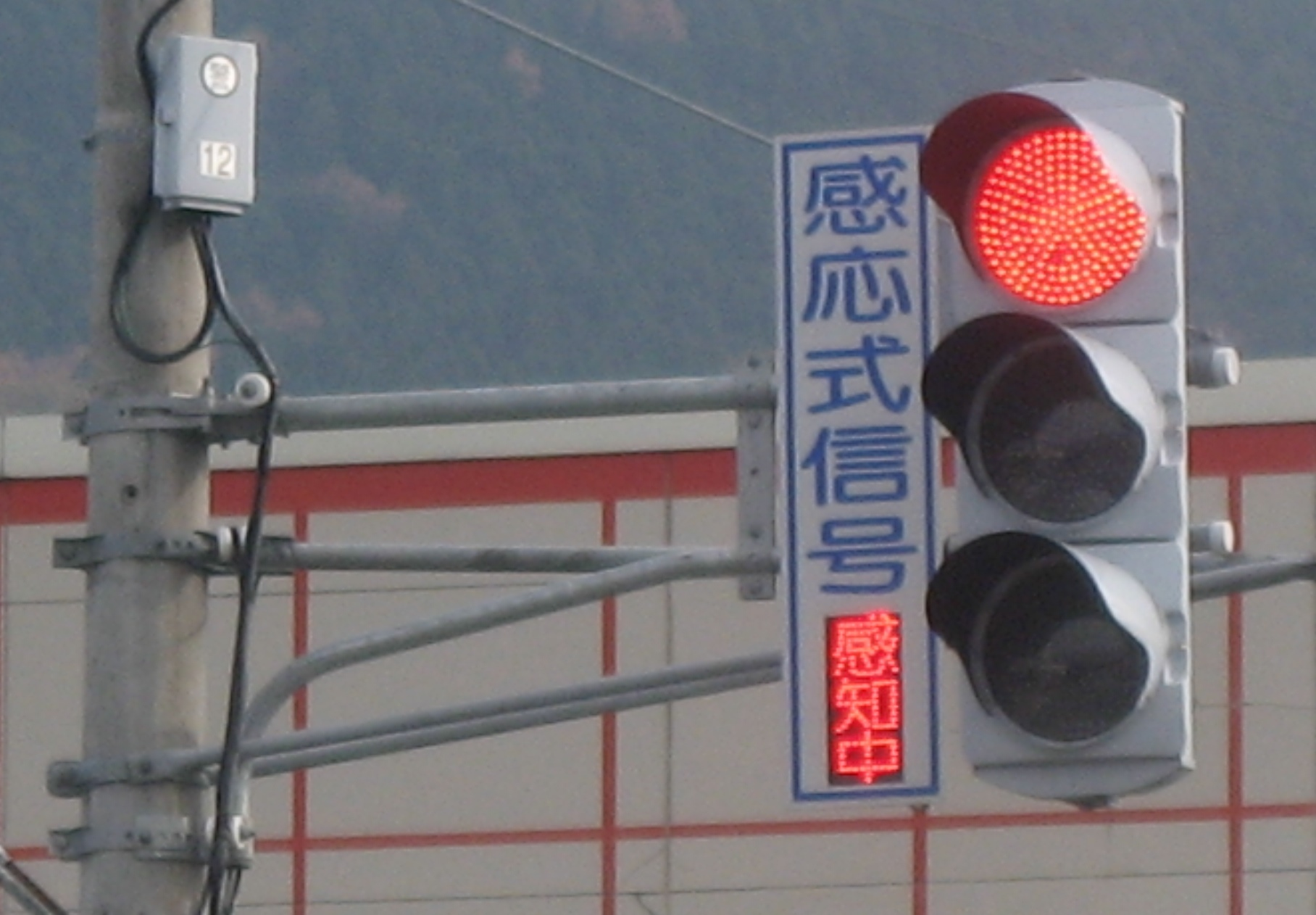
簡易半感応を行っている例（山形県白鷹町）

## 信号機の分類

### 使用用途による分類

#### 車両用信号機

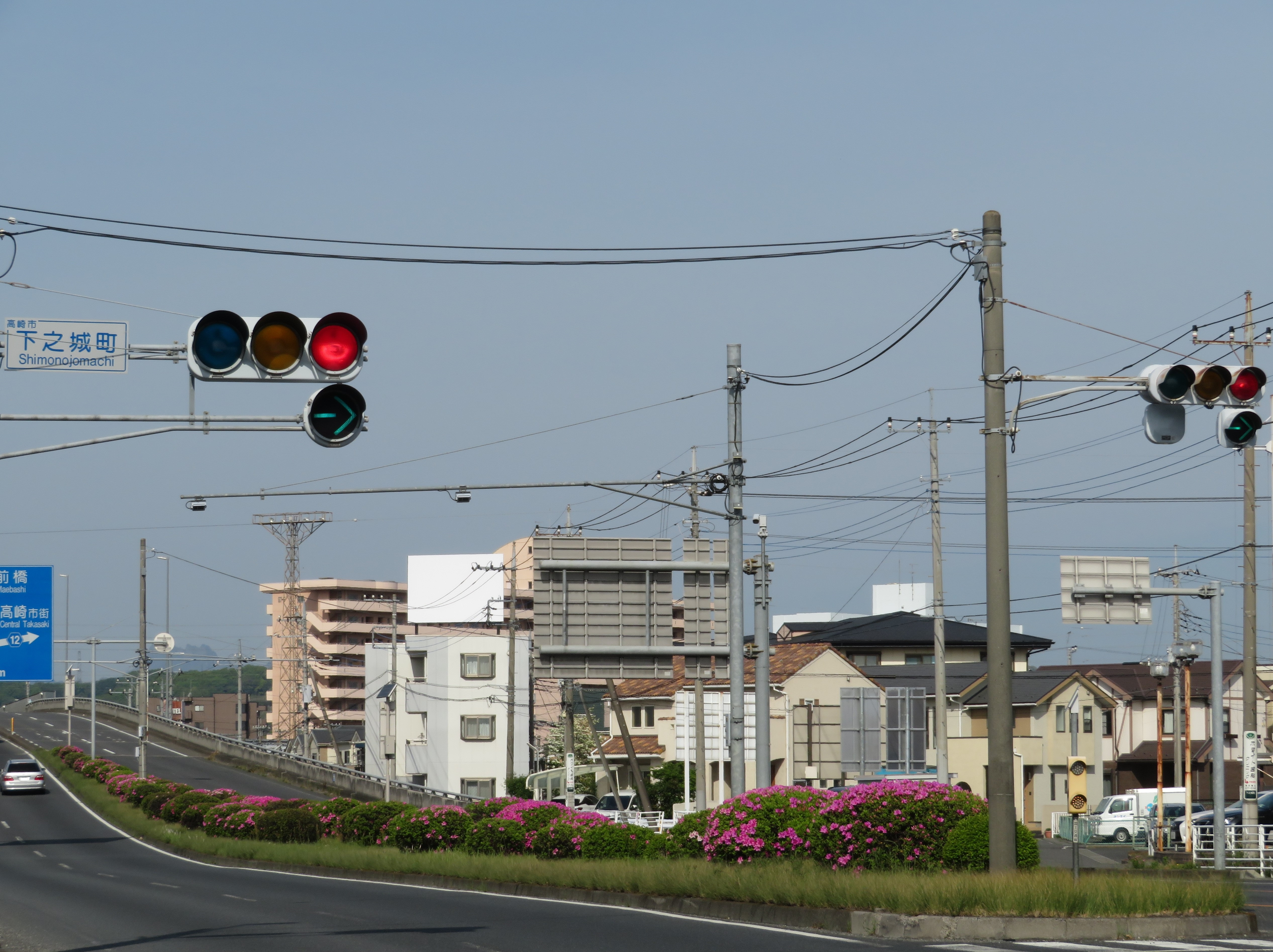
450 mm（写真左側）と300 mm（写真右側）の車両用交通信号灯器、撤去済

日本では一般的に横型であるが、降雪が多い地方や狭隘な場所では縦型の信号機が設置されることがある。黄色、赤色といった特定の灯火しか使用しない場合でも、青・黄・赤の三色の車両用信号機を用いることが望ましい。特定の方向の交通のみに通行権を与えるために青矢灯または黄矢灯（路面電車用）の矢印灯器を設置する。矢印灯器を配置は、横型灯器の場合は三色灯器の下に、縦型灯器の場合は三色灯器の右に配置する。いずれも青の隣に左折矢印、黄の隣に直進矢印、赤の隣に右折矢印を配置する。なお、実際にはルールから外れた車両用信号機が設置されることが稀にあり、青のところに矢印や赤を組み込んだものなど変則的な配列のものや、2灯式・4灯式が存在する。
車両用信号機（車両用信号灯器）のレンズ面は丸型が採用され、表示面の直径は一般道路用の250 mmと300 mm、高速道路用の450 mmが使用されている。かつては視認性確保のため一般道路でも450 mmのものが取り付けられていたが、LED化に伴う信号機そのものの視認性向上によって小型の信号機に戻している例が多い。また、200 mmのものもかつてはあったが、現在は自転車用の灯器を除き新設されていない。平成中期頃までは視認性向上のために信号機に緑・白などの模様のゼブラ板を設けるケースも少なくなかったが、平成末期の頃からはLED信号機の普及が進み、さらに風害や景観破壊への懸念もあり数を減らしている。
車両用信号機は左右に45度の光の発散角度を必要とするが、変形交差点などでは他の流入路など誤認を防ぐために「視角制限式信号灯器」が用いられる。視角制限式信号灯器は、灯火表面のレンズなどで光の発散角度を狭めるようにこしらえたものや、横向きや筒形などのフードを取り付けた信号機、一般的なフードの代わりにルーバーなどの遮光板を付加した特殊なフードを取り付けた信号機などが存在する。そのほか、停止線の位置を見直したり、側柱式の縦型灯器の設置なども検討する必要がある。また、交差点が連続して前後の信号機を誤認する恐れがある場合は距離視角制限用のルーバー付きフードを付けた信号機を設置することがある。かつては3M（アメリカ）が製造した偏光灯器が取り付けられることがあったが、専用の電球が製造中止したことにより撤去が進められている。
自動運転を行う車両はカメラなどで信号機の表示を認識しているが、逆光時などで正確に判断できないことがある。そのため、信号機に取り付けた通信機や交通管制センターからの情報によって信号機の表示を識別することが検討されている。

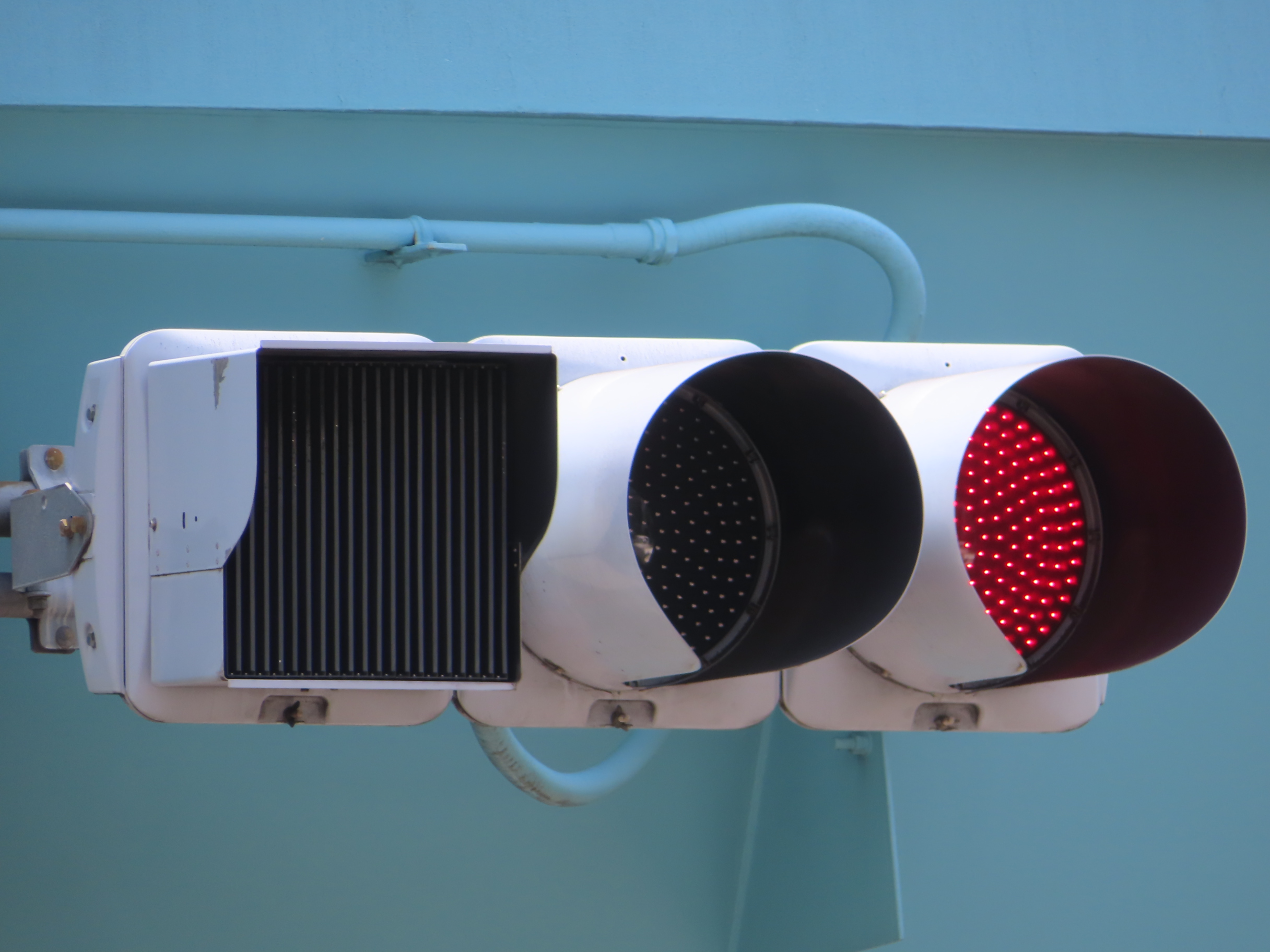
視角制限式信号灯器。青にルーバー、黄と赤に筒形フードが用いられている。
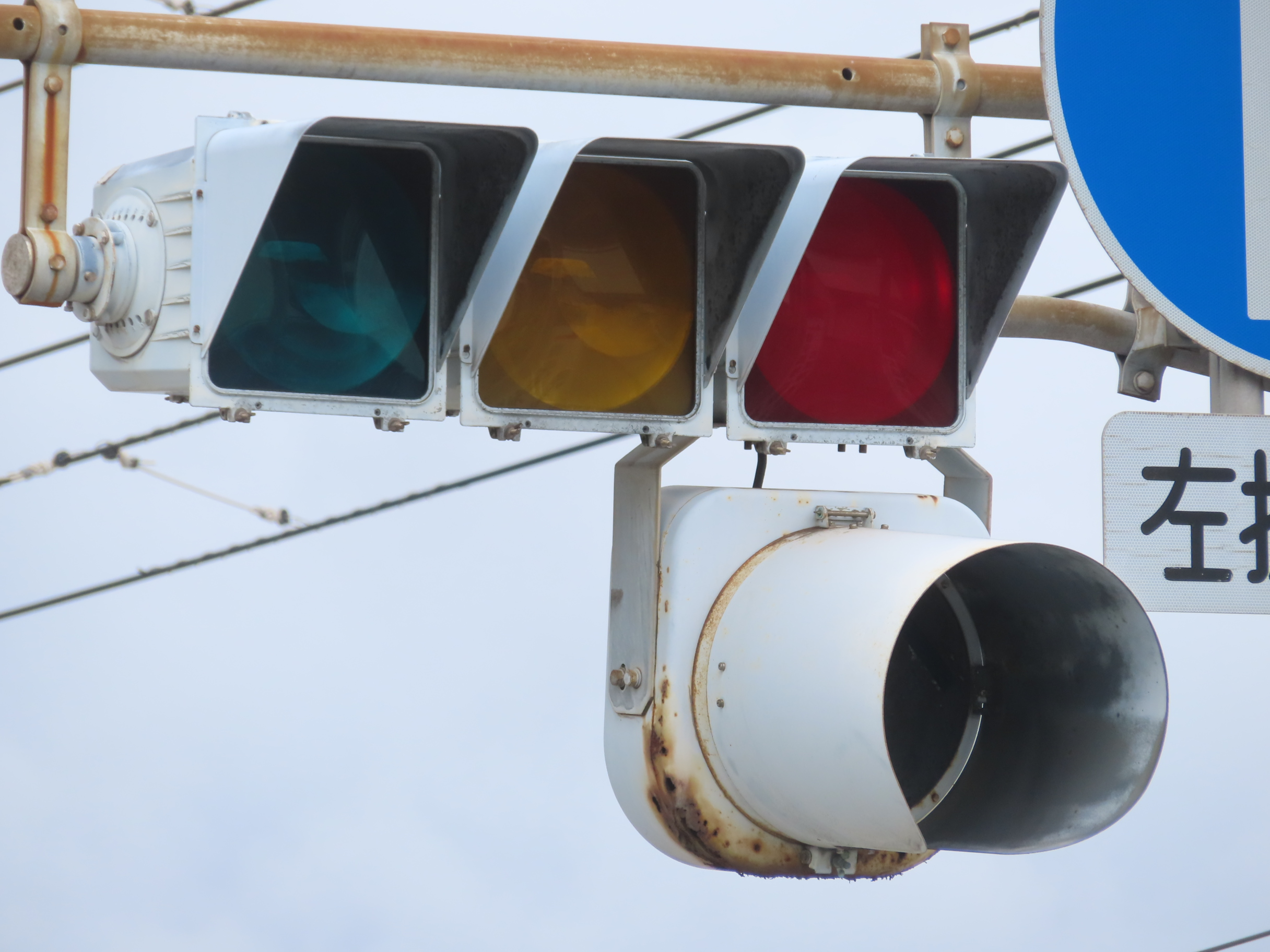
偏光灯器
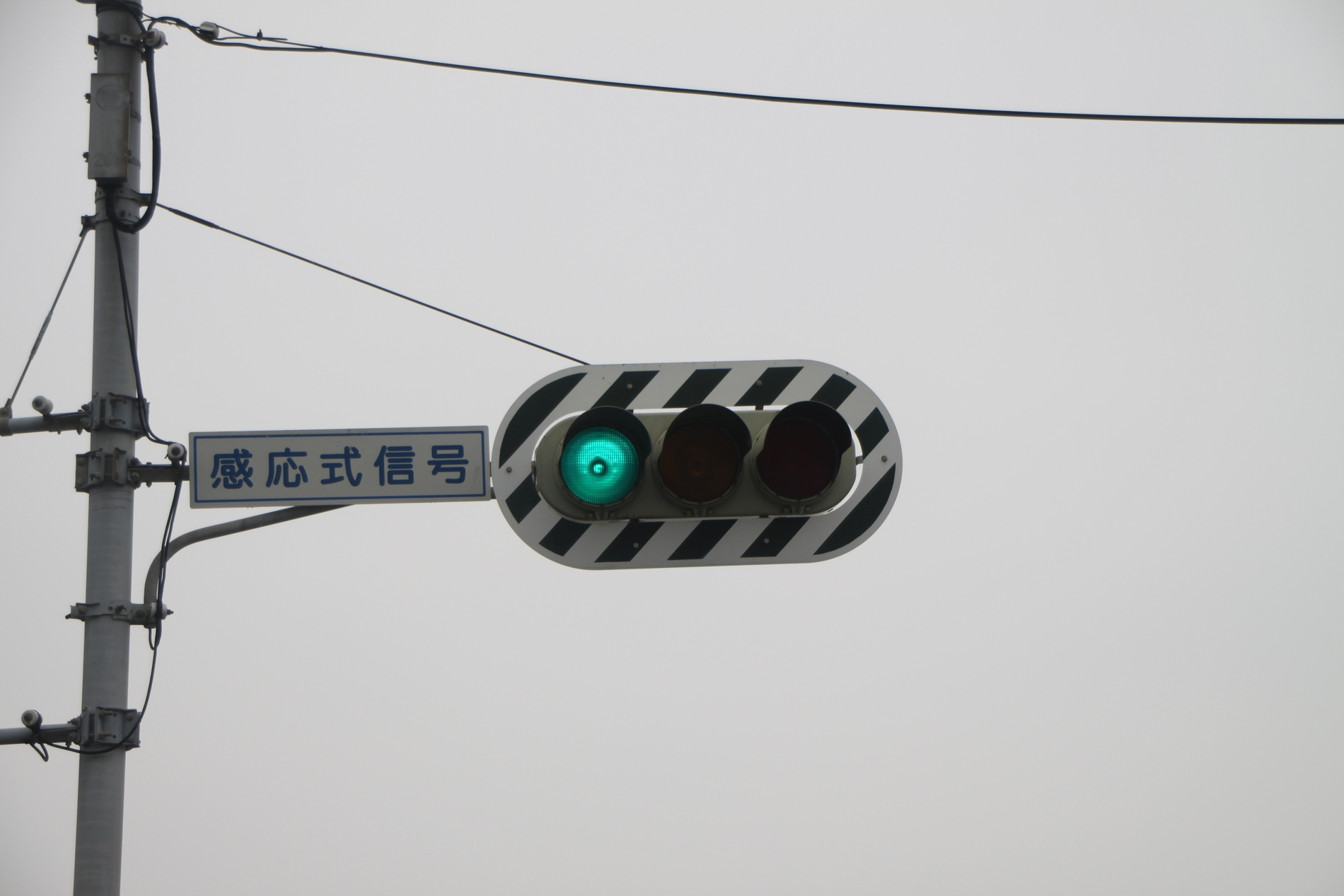
背面板が取り付けた信号機

#### 自転車用信号機

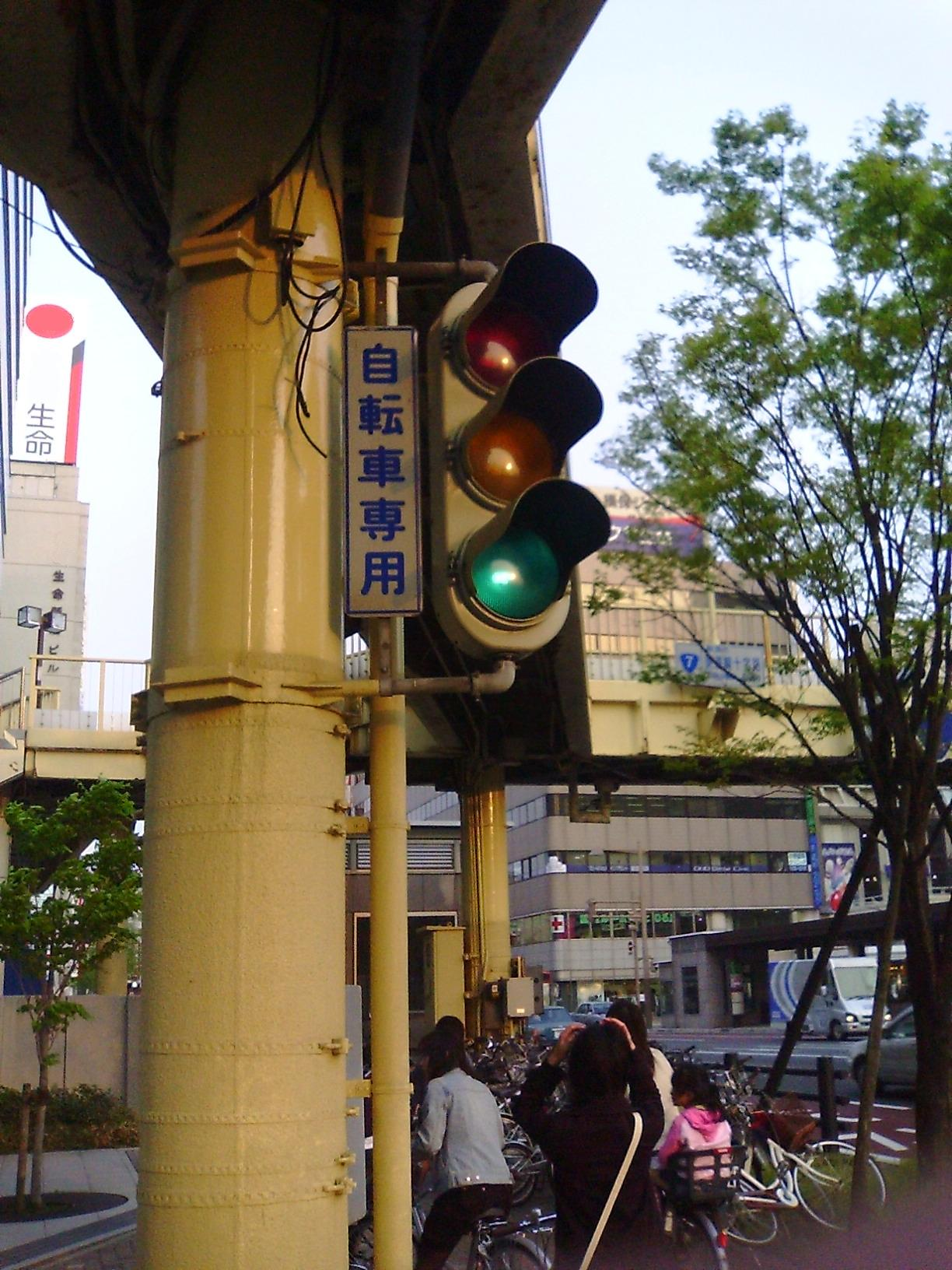
車両用信号機に「自転車専用」の表示板を併設した自転車用信号機。自転車はこの信号機に従わなくてはならない。
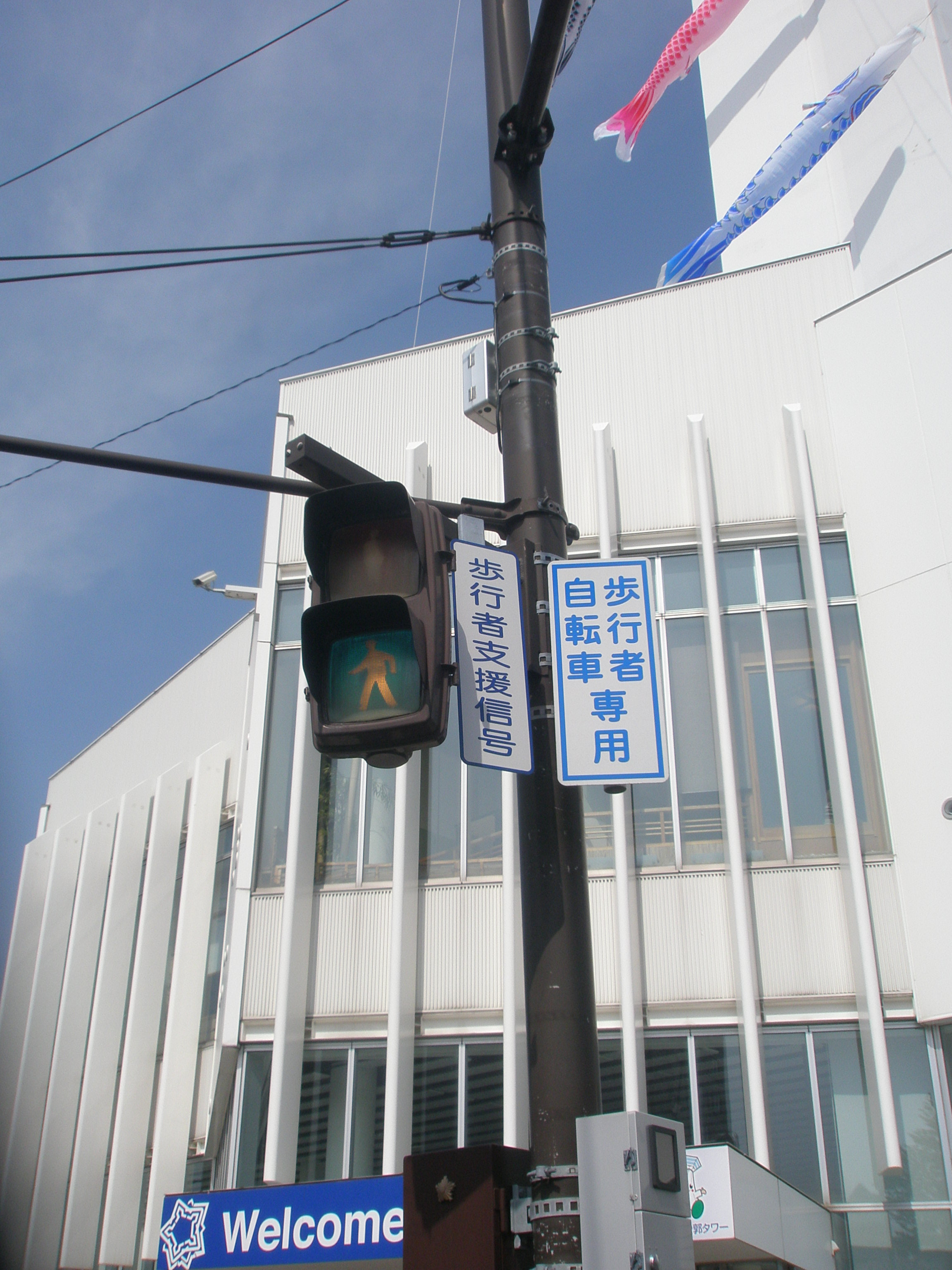
「歩行者・自転車専用」の標示板を歩行者用信号機に併設して自転車用とした信号機

日本国内では基本的に自転車も原則としては車両用信号機に従って通行する。
日本における自転車用信号機の運用は次の通り大きく3通りに分類される。
1. 「歩行者・自転車専用」の標示板を歩行者用信号機に設置したもの
2. 「自転車専用」等の標示板を車両用信号機に設置したもの
3. 一方通行の出口等で自転車等を対象に「自転車専用」の標示板を併設したもの

いずれも「自転車専用」と書かれた標示板が設置される。
自転車も法令上車両として扱われるため3色の車両用信号機を用いることになっているが、自動車向けに設置された信号機と区別するために2色の信号機を用いることもある。

#### 歩行者用信号機
歩行者用信号機（歩行者用信号灯器）は歩行者のみを対象とした信号機であり、表示面は一辺の長さが200 - 250 mmの正方形である。上は立っている人形が描かれた赤、下は歩いている人形が描かれた青の縦2つの表示面を持った灯器であるが、設置場所の制約によって横2つの表示面を持った横型の灯器も存在する。1つの横断方向に対しては青・青点滅・赤を同時に表示してはならず、青→青点滅→赤→青の順に表示する。信号交差点に横断歩道が設置されている場合は原則として歩行者用信号機を設置しなければならない。
電球式は人形が白で、周囲が赤または青として全体が発光している。その一方で、LED式は人形のみが赤または青に発光し、周囲は発光しない。これに伴いLED式では発光面の面積が縮小したため、発光面積の確保のため人形の大型化が行われている。

赤信号でのイライラやフライング横断を防ぐ目的として待時間表示装置を併設した歩行者用信号機が設置されることがある。この信号は「ゆとりシグナル」とも呼ばれている。歩行者の多くが赤信号開始までに横断完了できる効果があり、青信号になる直前のフライング横断を抑止する効果も見られる。その一方で、赤信号時の横断に対する抑制は見られなかった。

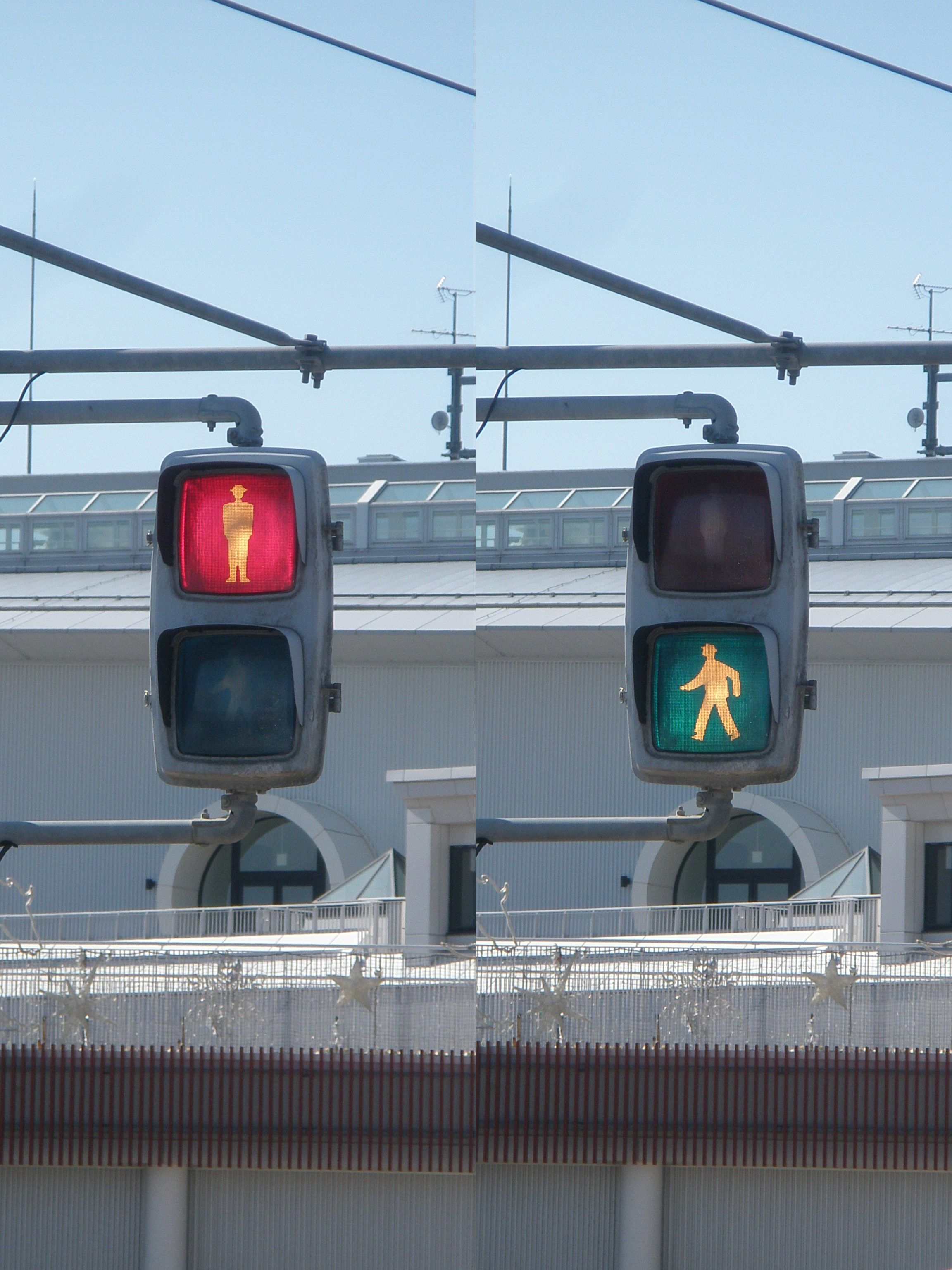
電球式歩行者用信号（2枚合成）
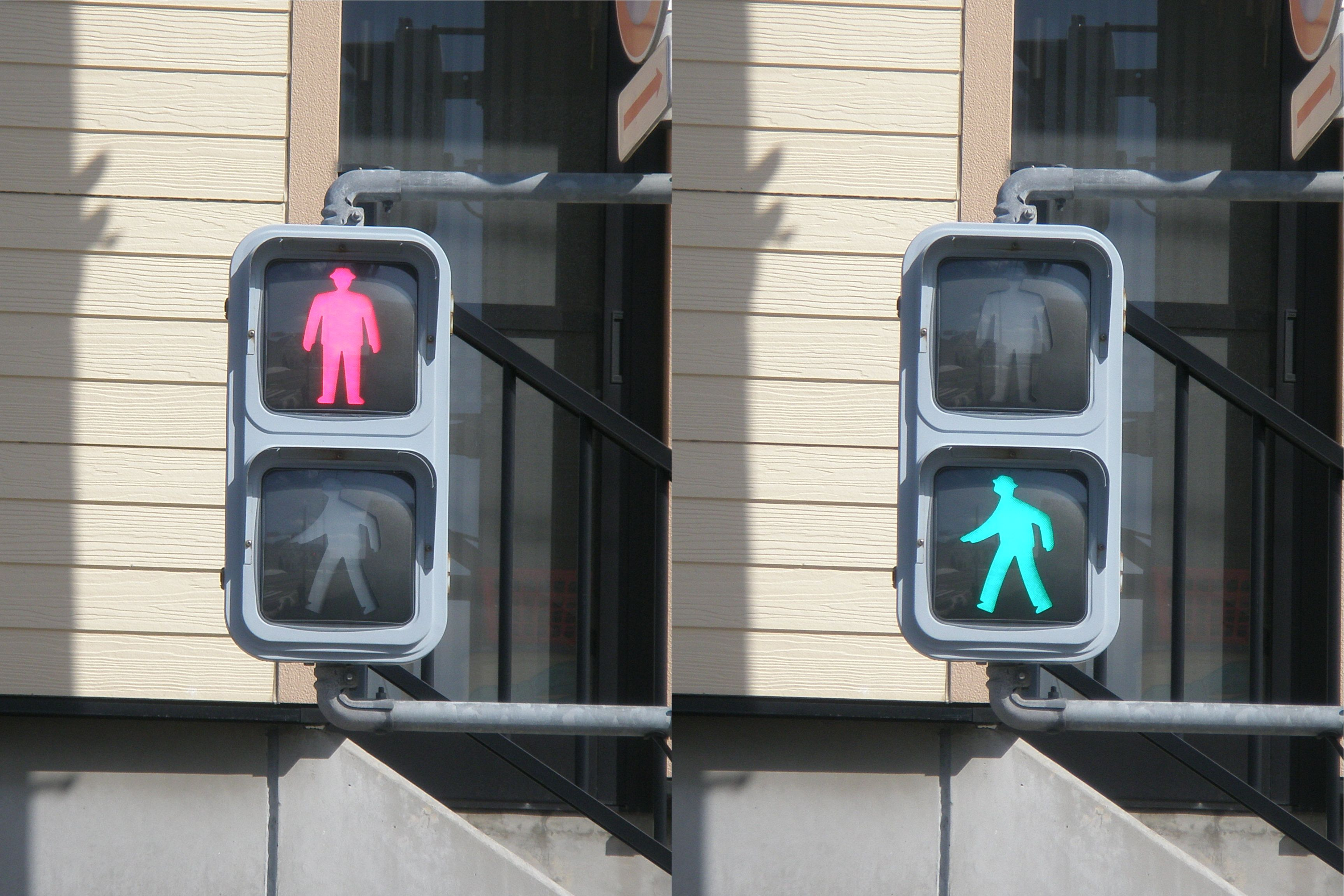
LED式歩行者用信号機（2枚合成）
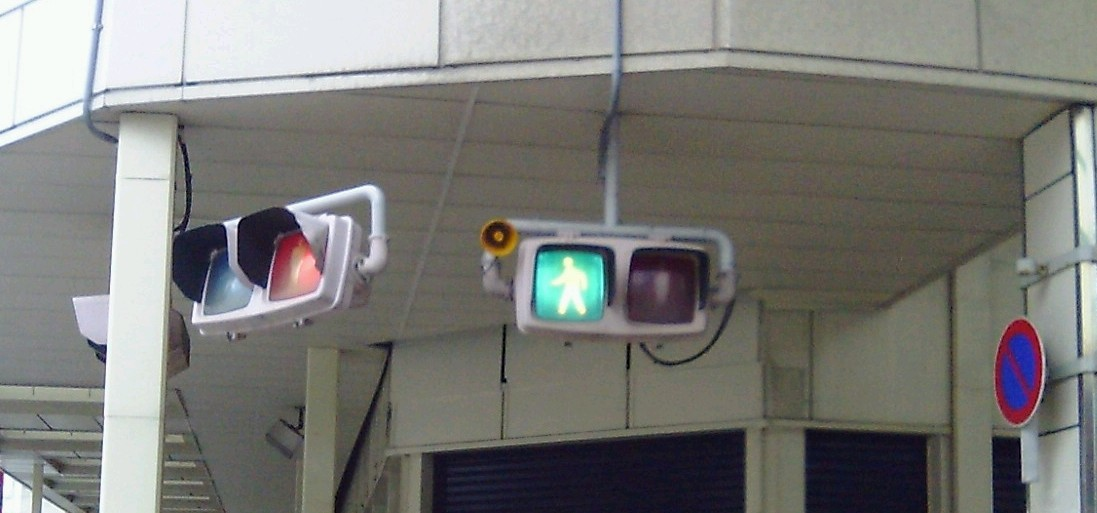
歩行者用信号機（横型）
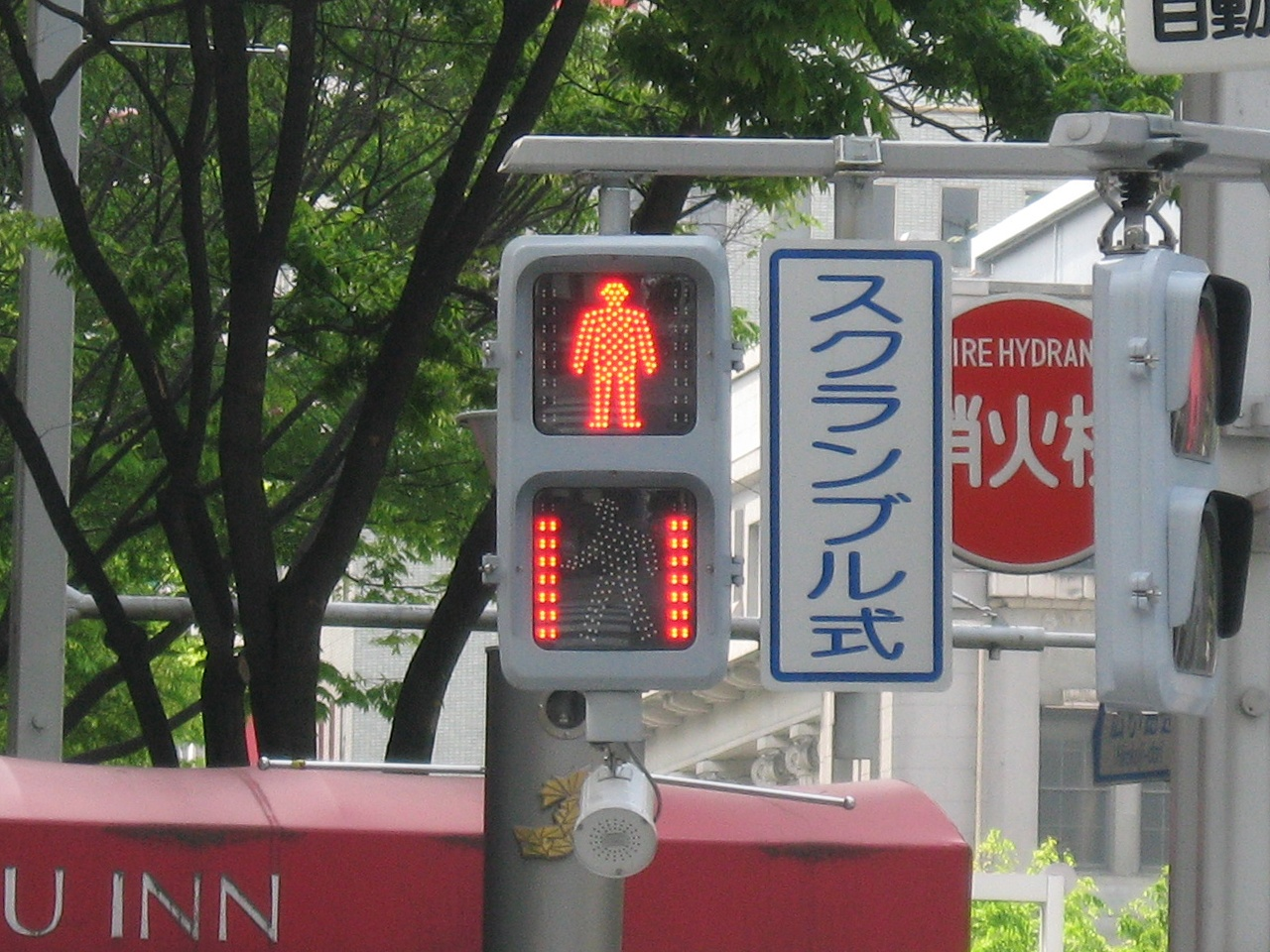
待時間表示装置を内蔵した歩行者用信号機

#### 路面電車用信号機
日本の路面電車は道路上では道路交通法施行令によって定められた信号機の意味に従い運転しなければならない。しかし、車両用信号機と共用では円滑な電車の運行が困難と判断されたため、1954年（昭和29年）4月1日より軌道運転規則によって定められた信号機も利用されている。灯器は車両用交通信号灯器を使用することが一般的であるが、歩行者用交通信号灯器を利用することもある。
黄矢印信号によって進める路面電車は他の交通と交錯しないようにしなければならない。
路面電車の定時運行と速達性を確保するため、路面電車を優先する信号制御を行うことがある。架線に取り付けられたトロリーコンタクターや光ビーコンによって路面電車を感知する。導入事例として広島市や熊本市が挙げられる。
意味は以下の通りである。
| 方式       | 方式     | 色灯式       |
| 信号の種類 | 停止信号 | 赤色の×印灯  |
| 信号の種類 | 進行信号 | 黄色の矢印灯 |

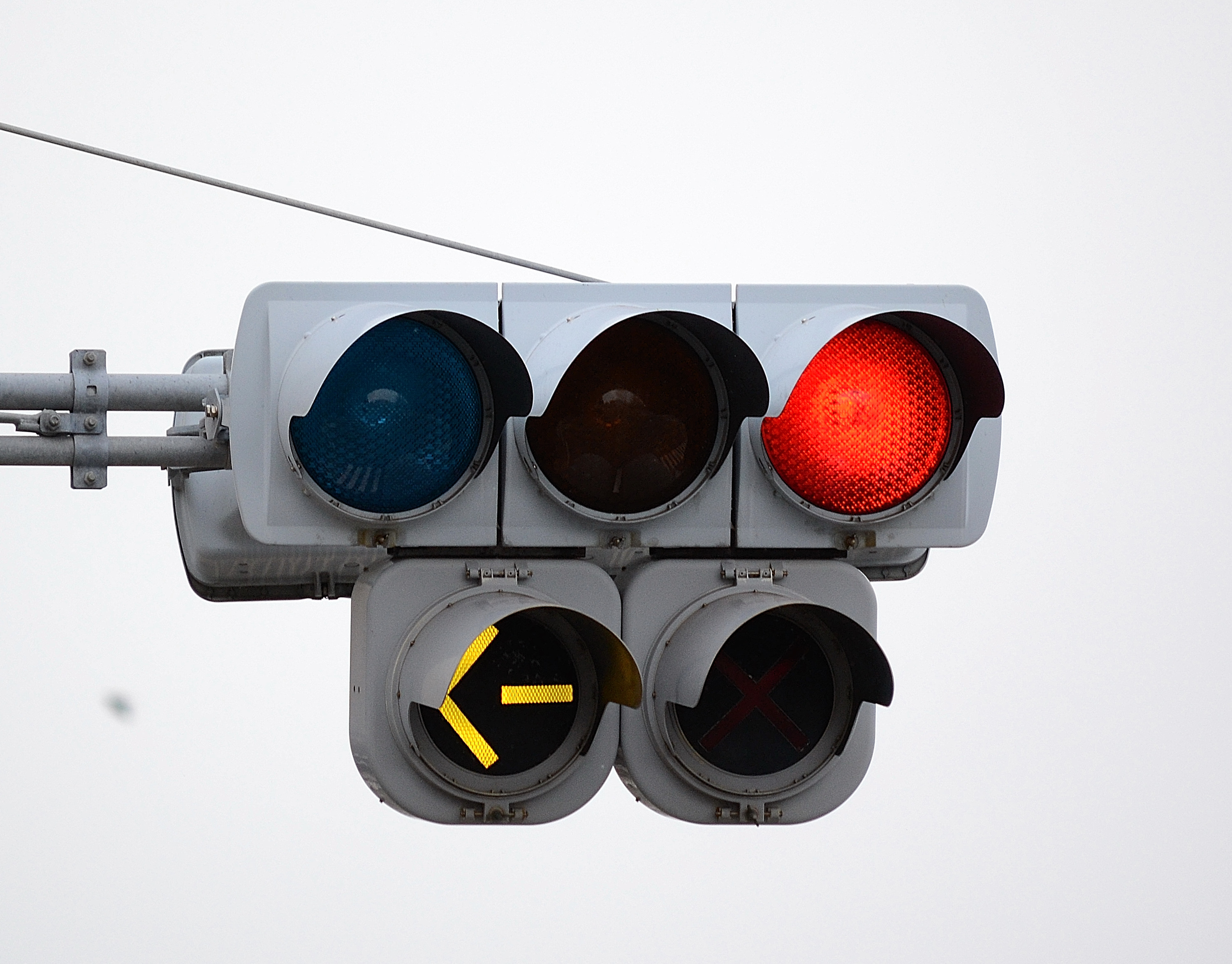
進行信号「黄色の矢印灯」
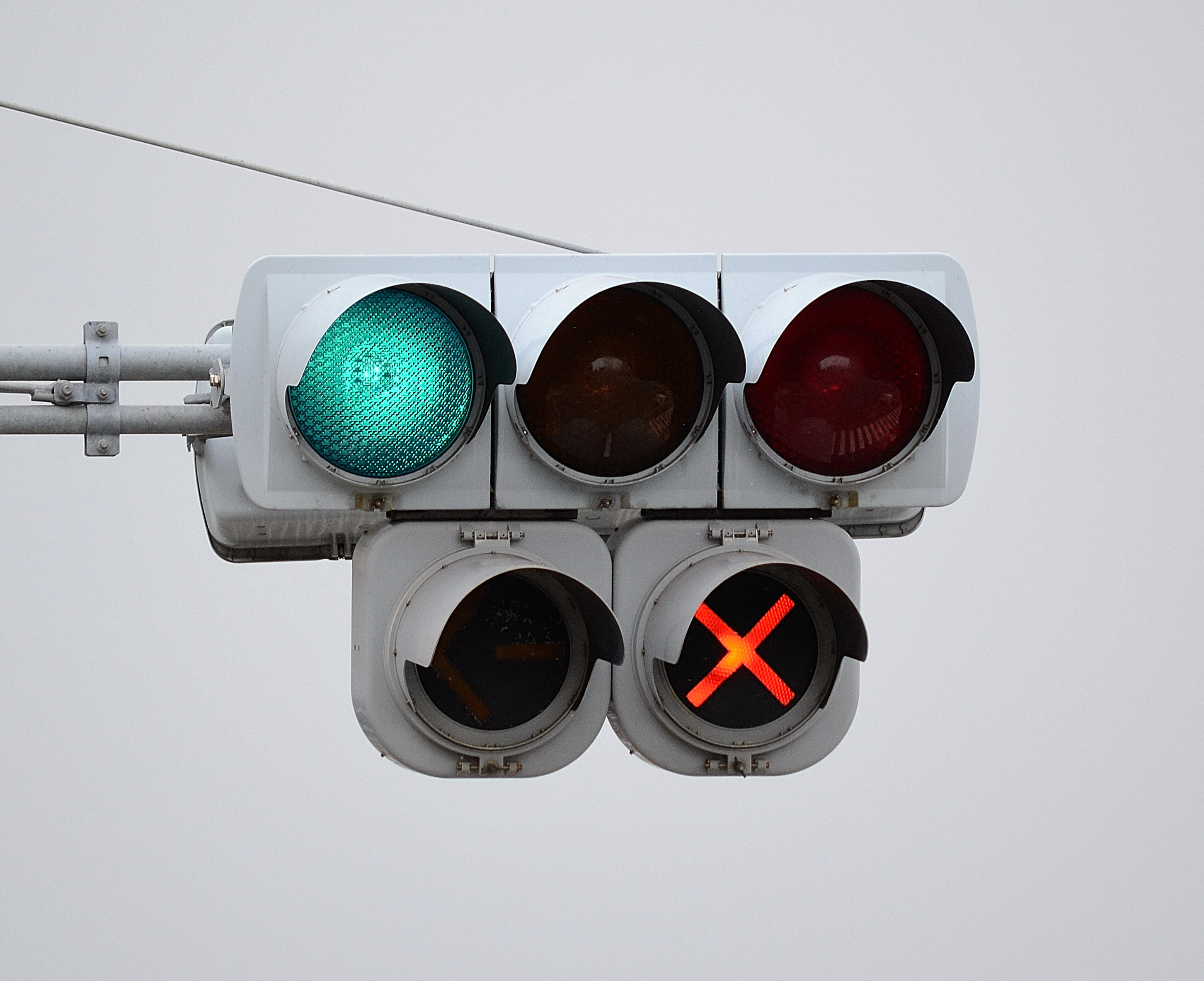
停止信号「赤色の×印灯」
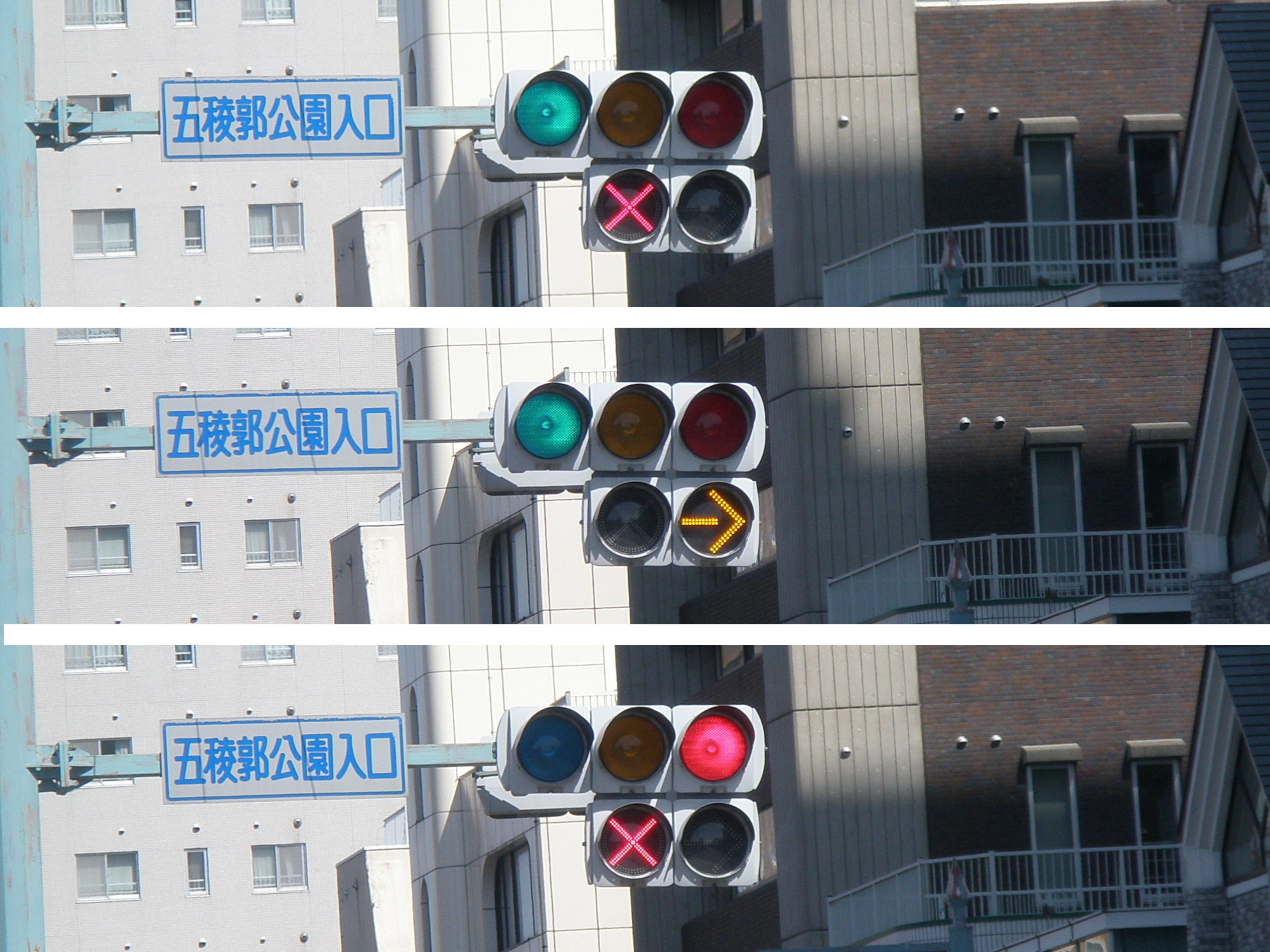
LED式路面電車用信号機（3枚合成、上から青信号・赤×印、青信号・黄色矢印、赤信号・赤×印）
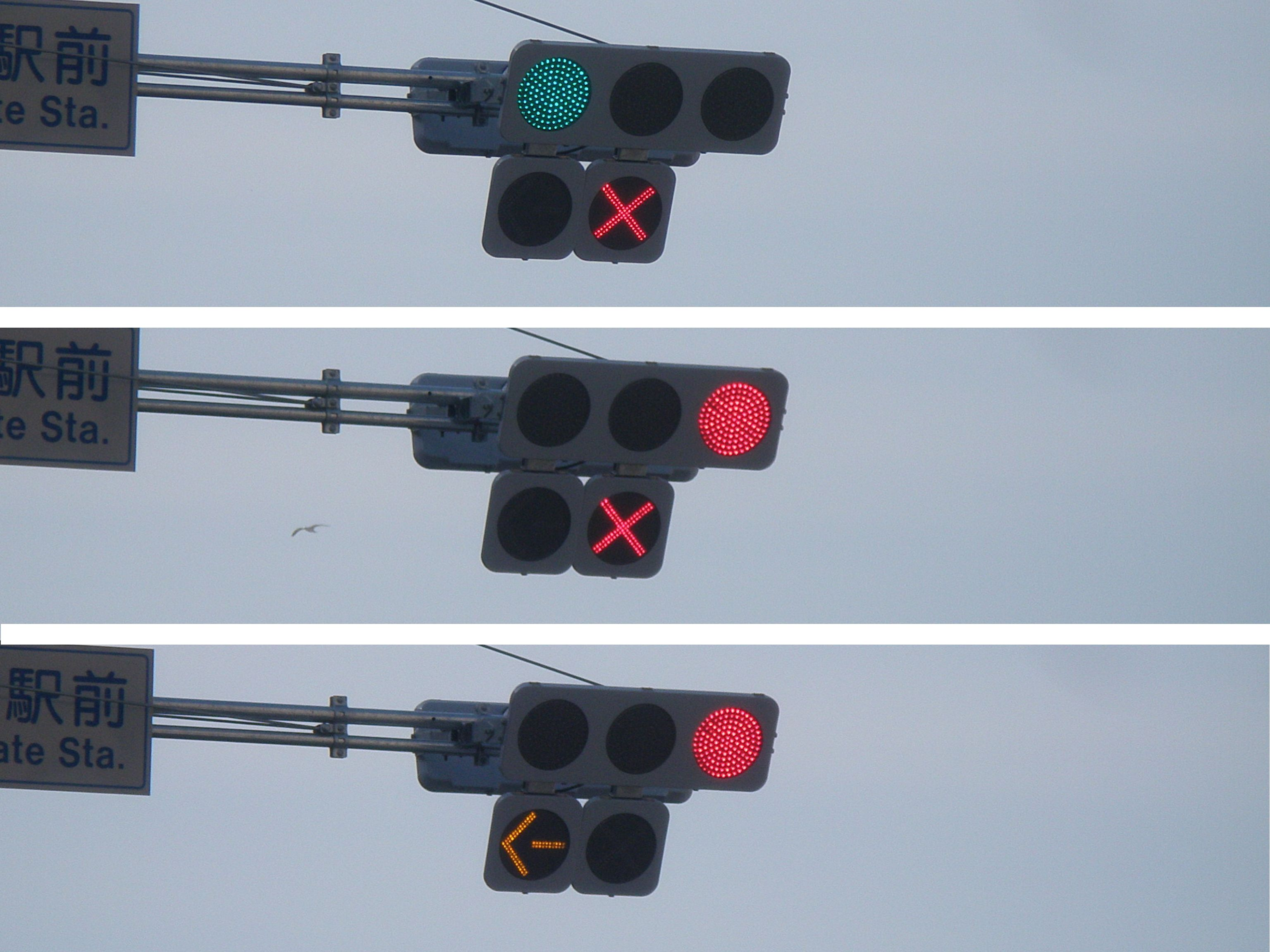
薄型LED式路面電車用信号機（3枚合成、上から青信号・赤×印、赤信号・赤×印、赤信号・黄色矢印）
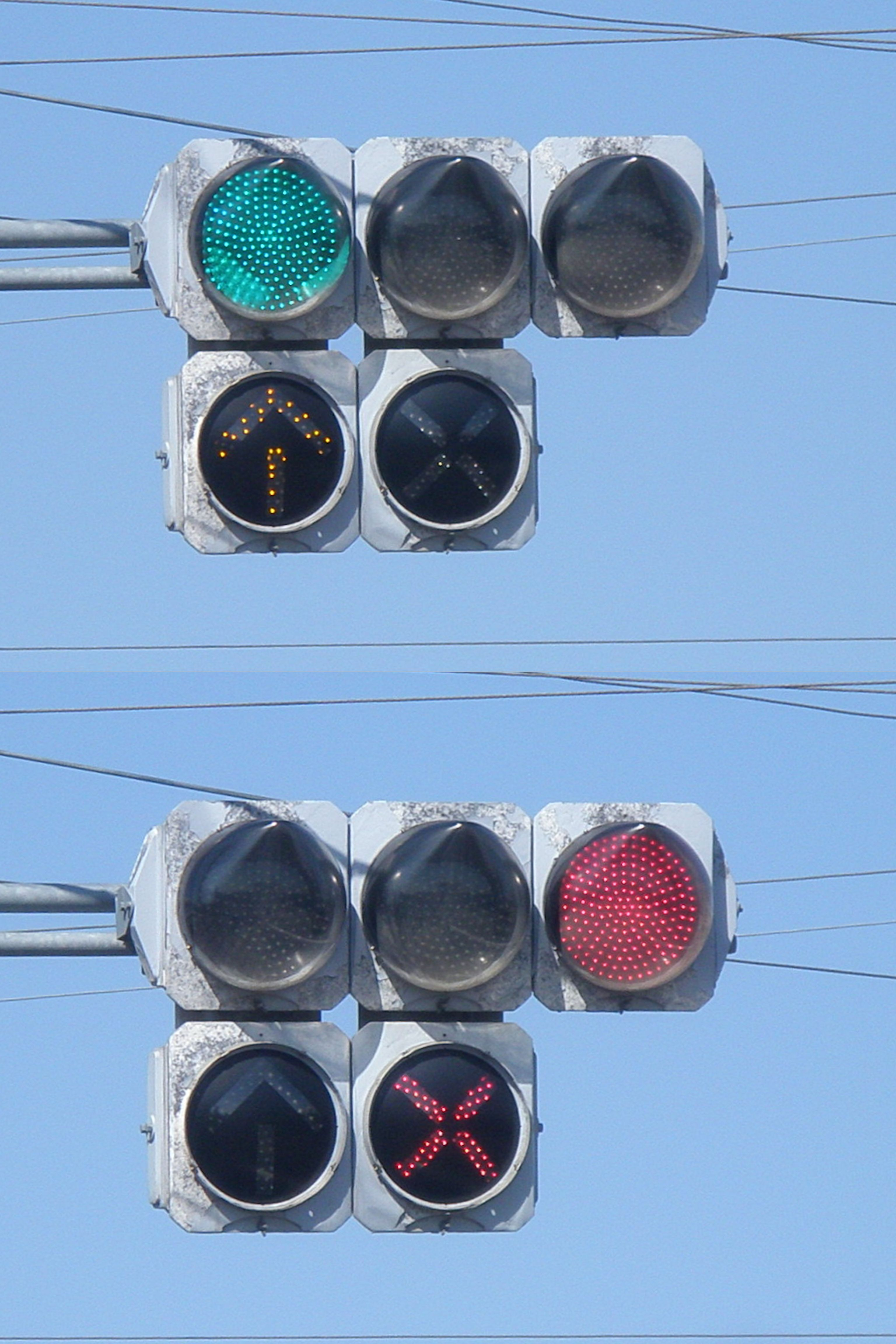
LEDレンズ式路面電車用信号機（2枚合成、上：青信号・黄色矢印、下：赤信号・赤×印）
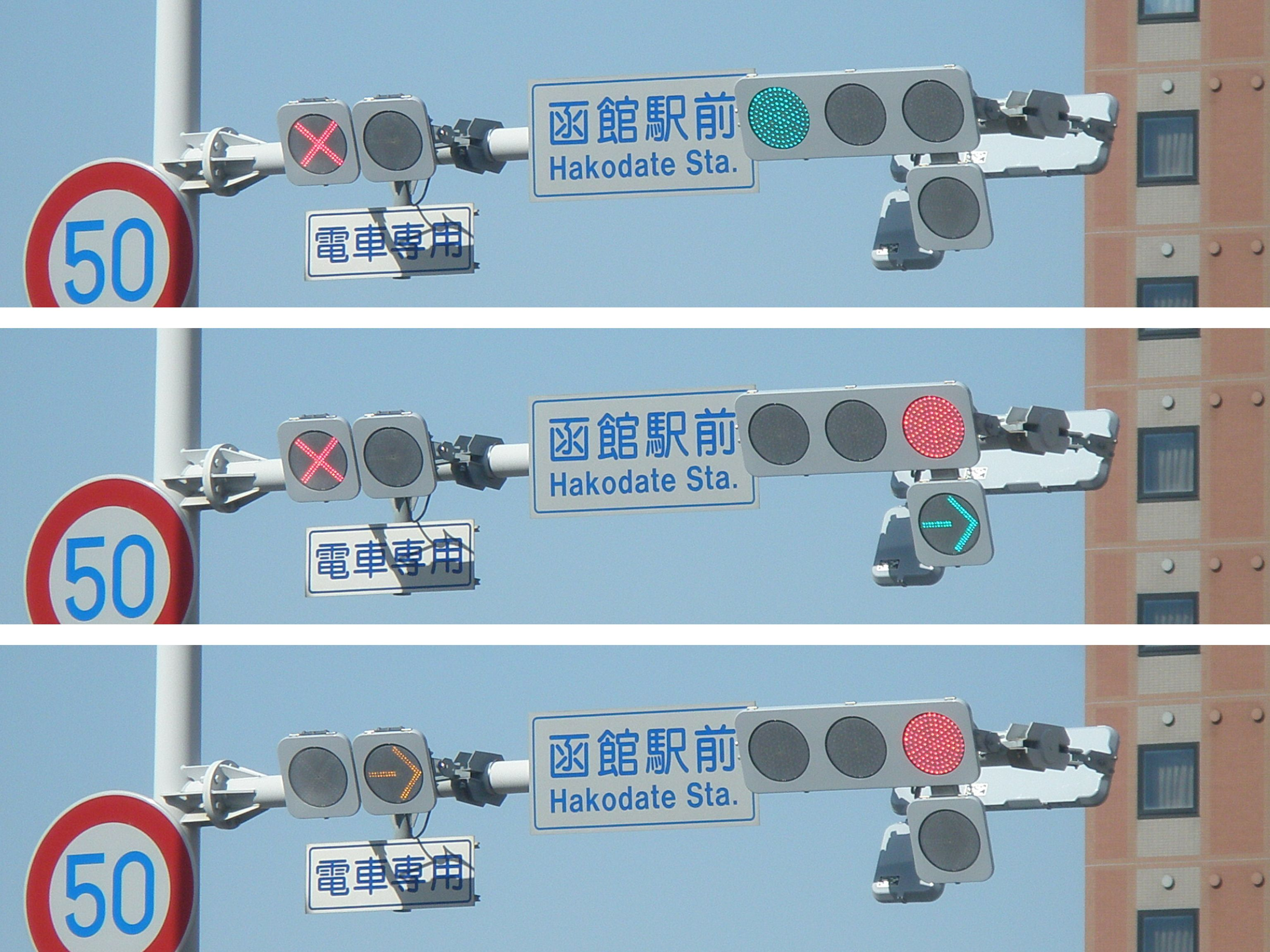
薄型LED式路面電車用信号機（3枚合成、上から青信号・赤×印、赤信号・赤×印、赤信号・黄色矢印）電車専用信号として別設置

### 光源による分類

#### 電球式信号機
電球式の信号機は内面にプリズムを持つレンズと、回転放物面をなした反射鏡が一体化されたセミシールド型の構造であった。その焦点に電球のフィラメントを置くことで平行光線を得ることができ、さらにレンズが持つプリズムによって左右および下方に光を拡散させた。電球には白熱タングステン電球が用いられ、消費電力が60 Wと100 Wのものには「道路交通信号用電球」としてJIS規格が定められている。なお、道路交通信号用電球は家庭用電球と比べ振動に強く、家庭用電球の約12倍の12000時間もの寿命を持つ。この電球は約1年（9,000時間）を目安に交換される。
電球は最初は100 W（ワット）の白熱電球が用いられてきた。その後、オイルショックなどにより信号機にも省エネルギー化が必要となり、レンズの改良や電球の高効率化によって60 W（一部は70 W）の電球も用いられるようになった。この高効率化で生まれた電球がバンドミラー型交通信号用電球であり、1980年（昭和50年）に仕様化されている。光の輻射効率を向上させた電球であり、従来の30%の電力削減となった。その後、1987年（昭和61年）にバンドミラー型交通信号用電球から消費電力を15 %削減した交通信号用電球が松下電器によって開発された。
一方で、電球の改良による反射効率の改善により、太陽光が反射してあたかも点灯しているように見える「疑似点灯」の問題が顕在化した。そのため、この疑似点灯を防止する方策が様々考えられてきたが、電球式信号機での決定的な対策方法は見つからず、LED式信号機の誕生によって全面的に解決された。
全国的にLED式への置き換えが進んでいることから、電球を製造しているパナソニックと東芝の2社は、2028年3月末で電球の製造をすべて終了する旨を、2022年10月までに各警察に通知した。東京都は2021年度にすべての信号機のLED化を終えたのに対し、北海道では2022年3月末の時点で78,000基以上、ほかにも愛知県、兵庫県、静岡県、神奈川県、埼玉県、千葉県、大阪府、茨城県で3万基以上の電球式が残っていて、製造終了までにLED化が間に合わない可能性が高い。茨城県は当初2030年に予定していたLED化100%の計画を2年前倒しする。

#### LED式信号機

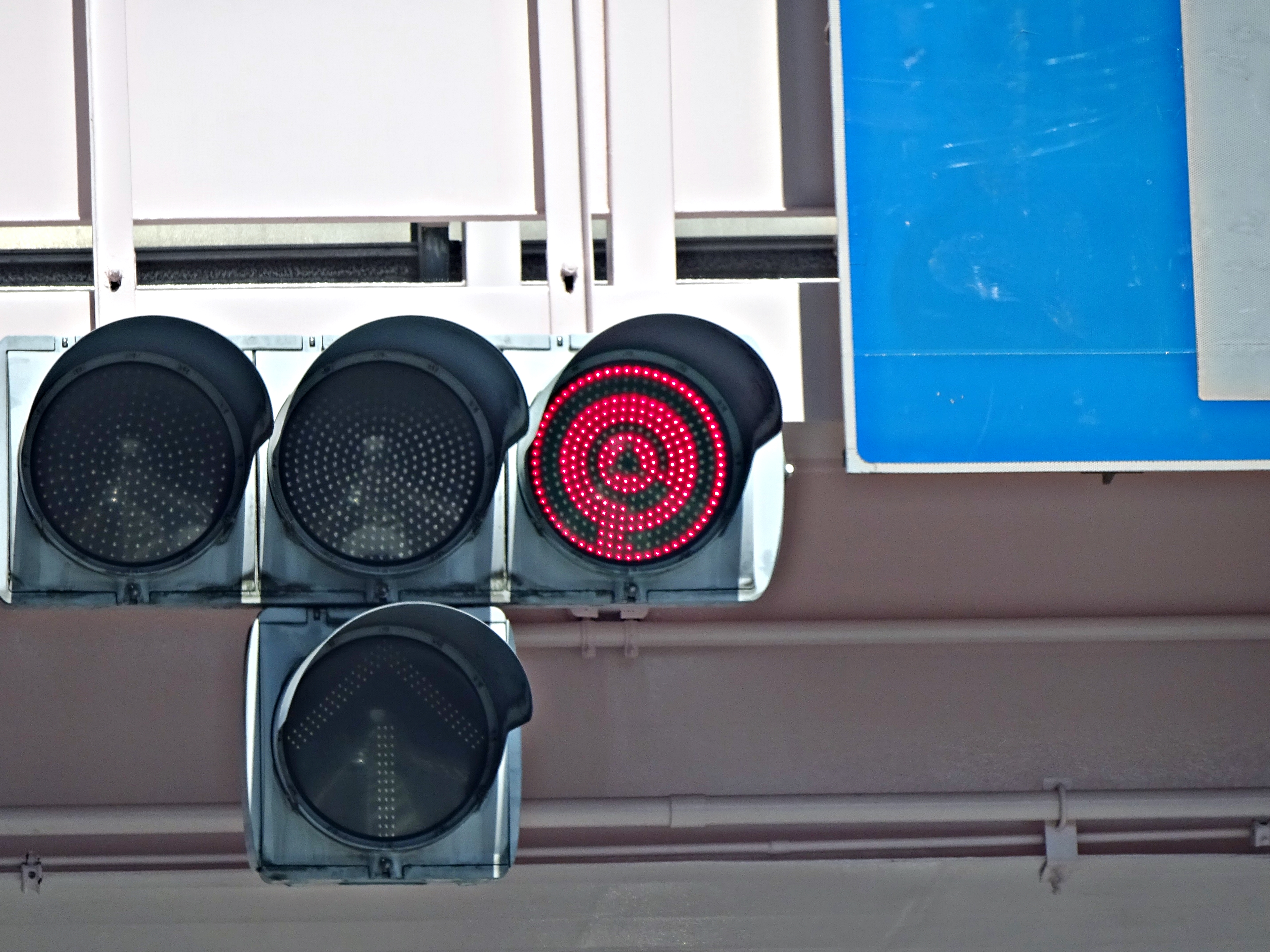
不具合があっても電球式と異なり、完全消灯しないLED方式

電球によって日中に確実に信号を伝えることは限界に達しつつあり、光源の変更が検討されてきた。1993年に青色LEDが発明され、そこから発展して屋外での使用にも耐えうる青色LEDが開発され、1994年、名古屋市に世界初のLED信号機が設置されたのを皮切りに、信号機にもLEDの使用が開始された。なお、黄色・赤色のLEDも開発当初は耐久性や光度が不足していたが、青色LEDが開発された頃には信号機に実装できるレベルになっていた。
LED式は電球式と異なり、表示面から均一に光が放出される。またLEDそのものが色を含めて発光するので表示面の着色レンズや内部の反射鏡が不要となり、そのため本来点灯していない色が点灯しているように見える疑似点灯現象が生じないようになったので、信号機そのものの視認性が改善された。
LED式信号機はLED素子を光源とする「プロジェクタ型」と、LED素子を全面に直接配置した「全面素子型」の2種類がある。「プロジェクタ型」は、LED式が開発された際、「全面素子型」よりも安価だったため、初期の頃に一部の都道府県で採用された。しかし、「全面素子型」の方が視認性に優れているため、現在採用されている。全面素子型の歩行者信号機の場合、LED素子が赤色人形には約128個、青色人形には約120個用いられている。こうしたLED素子は基盤の上にセットされ、灯器に入れられる。
信号機のLED化によって、消費電力がこれまでの60 Wの白熱電球のものと比べて3分の1から10分の1程度にまで抑制できるようになった。またLEDは電球と比べ長寿命であり、電球と比べると頻繁にメンテナンスをする必要がなく、そのためメンテナンス費用の削減にも繋がった。矢印灯器は矢印の部分のみにLEDが配置されているため、従来の電球式の矢印灯器と比べ大幅に省電力となっている。それに加えて、電球はフィラメントが1個しかなく、このフィラメントが切れると完全に点灯しなくなる欠点があったが、LED式は回路を工夫することで1つのLEDが切れても他のLEDが点灯し続けるようになっていて安全性が向上している。
一方で、発熱量が小さくなり、雪が解けずに付着し見づらい・見えないという問題が発生するようになる。信号機に雪が付着した時は警察官や工事業者が除雪作業を行わなければならない。北海道警察では特製の「交通信号機用雪落とし棒」を道内各警察に配布し、雪を払うようにしている。信号機に雪が付着しないようにお椀型の透明な着雪防止フードを灯器に取り付けて視認性を確保する場所や、約6 cmの薄い板状にした「フラット型信号灯器」を斜め下に向けて設置して対策を行う場所が見られる。また、ロータス効果による撥水効果がある灯器の開発が進められている。

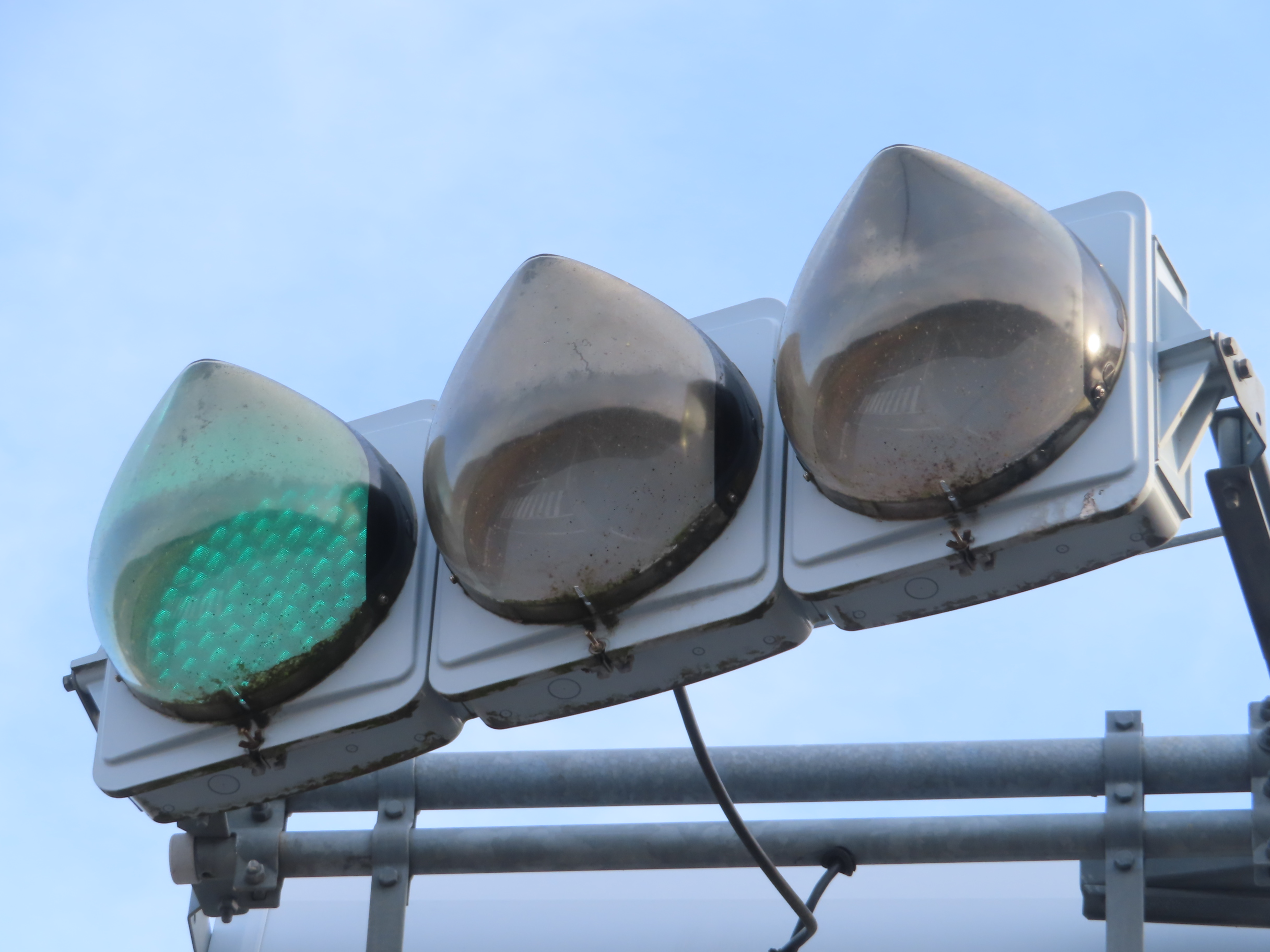
着雪防止フードが取り付けられた信号機
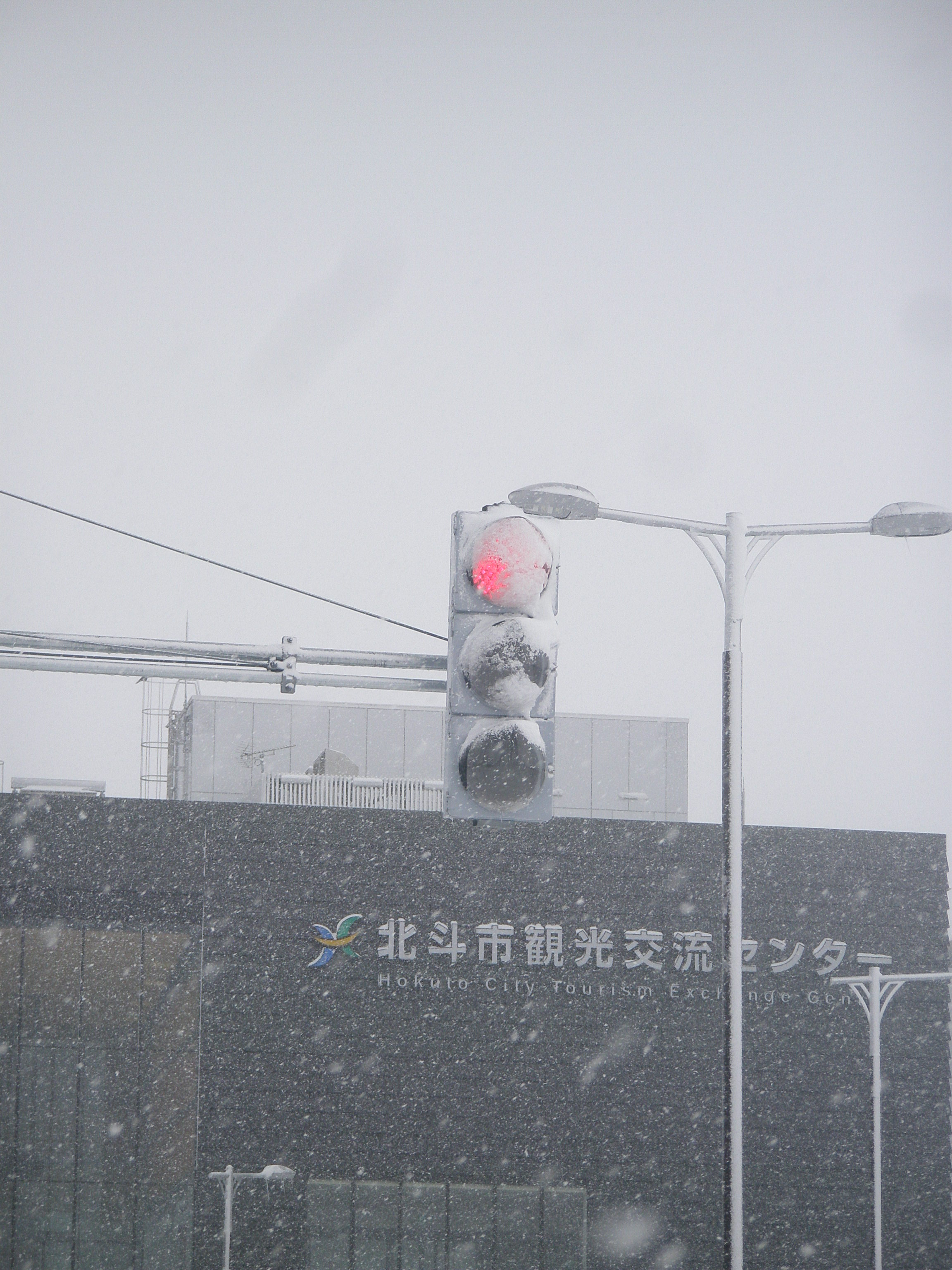
LED信号レンズに取り付けられた着雪防止フードによる雪の付着の抑制状況。
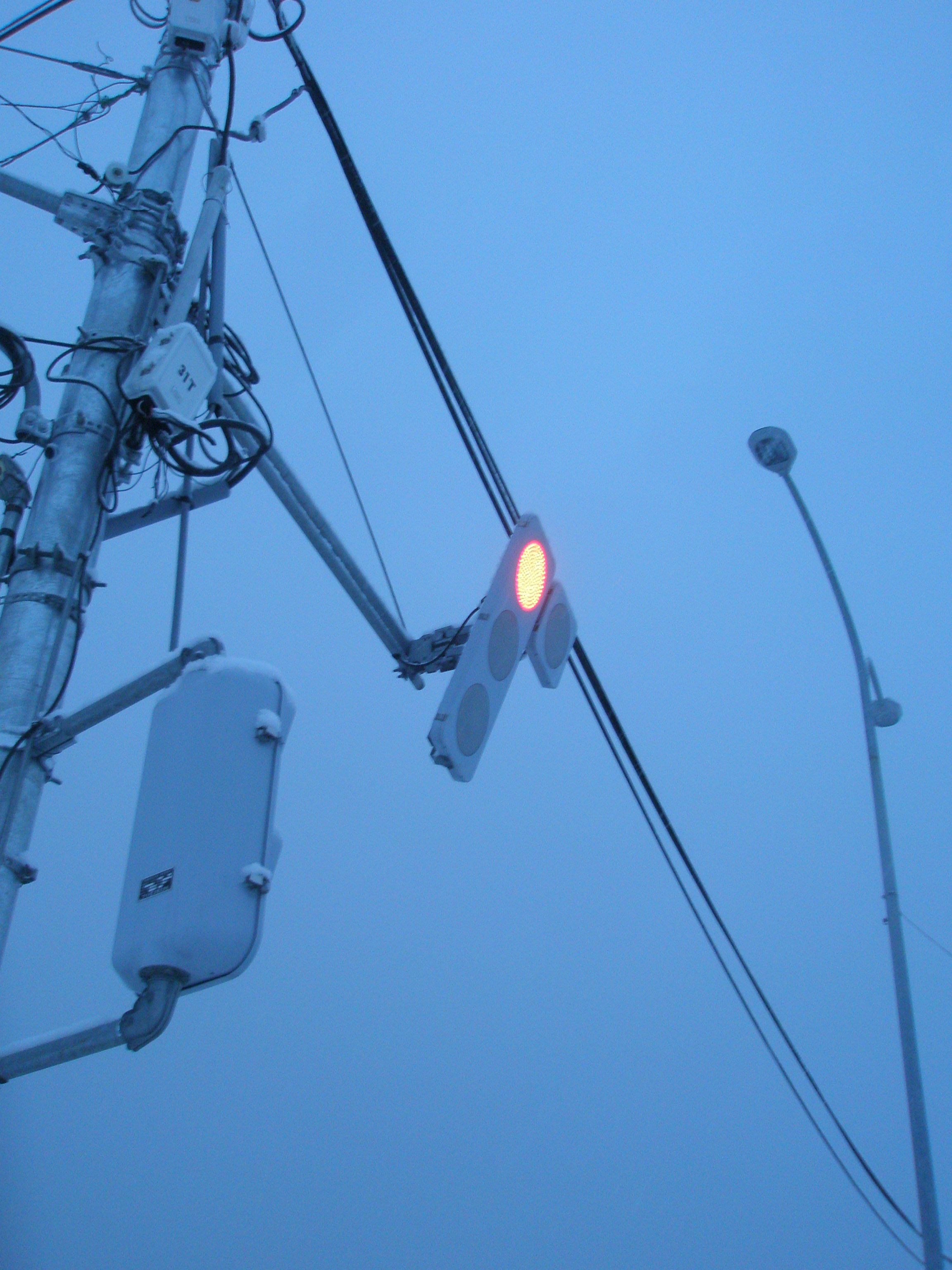
フラット型信号灯器を斜め下に向けて設置し、雪の付着を抑制している状況（2018年2月9日撮影）

### 特殊な信号機

#### 予告信号機
交差点の手前がカーブや坂になっているなどして交差点を見通す視認距離が十分に取れない場合に「予告信号機」（予告信号灯）が設置される。しかし、日本では予告信号機に関して明確な規定が無く、多種類の表示方法が混在しているためドライバーの混乱を招くと指摘されている。例えば、3灯のもので黄・青・黄（山形県・山口県）、黄・赤・黄（静岡県）、黄・黄・黄（熊本県）がある。その他、黄・黄2灯や黄1灯などのバリエーションもある。その中で、交差点で青現示の時は青を表示し、それ以外の現示では黄点滅を表示する方式が視認性の上で効果があるとしている。道路利用者が予告信号機に使われる灯器の意味を理解するために「予告信号灯」などの標示板が取り付けられる。予告信号機から信号交差点までの距離が長い場合、車両が到達するまでに時間がかかって予告信号機としての表示機能を十分に生かせないことがあるため警戒標識の「信号機あり」で対応するのが望ましい。

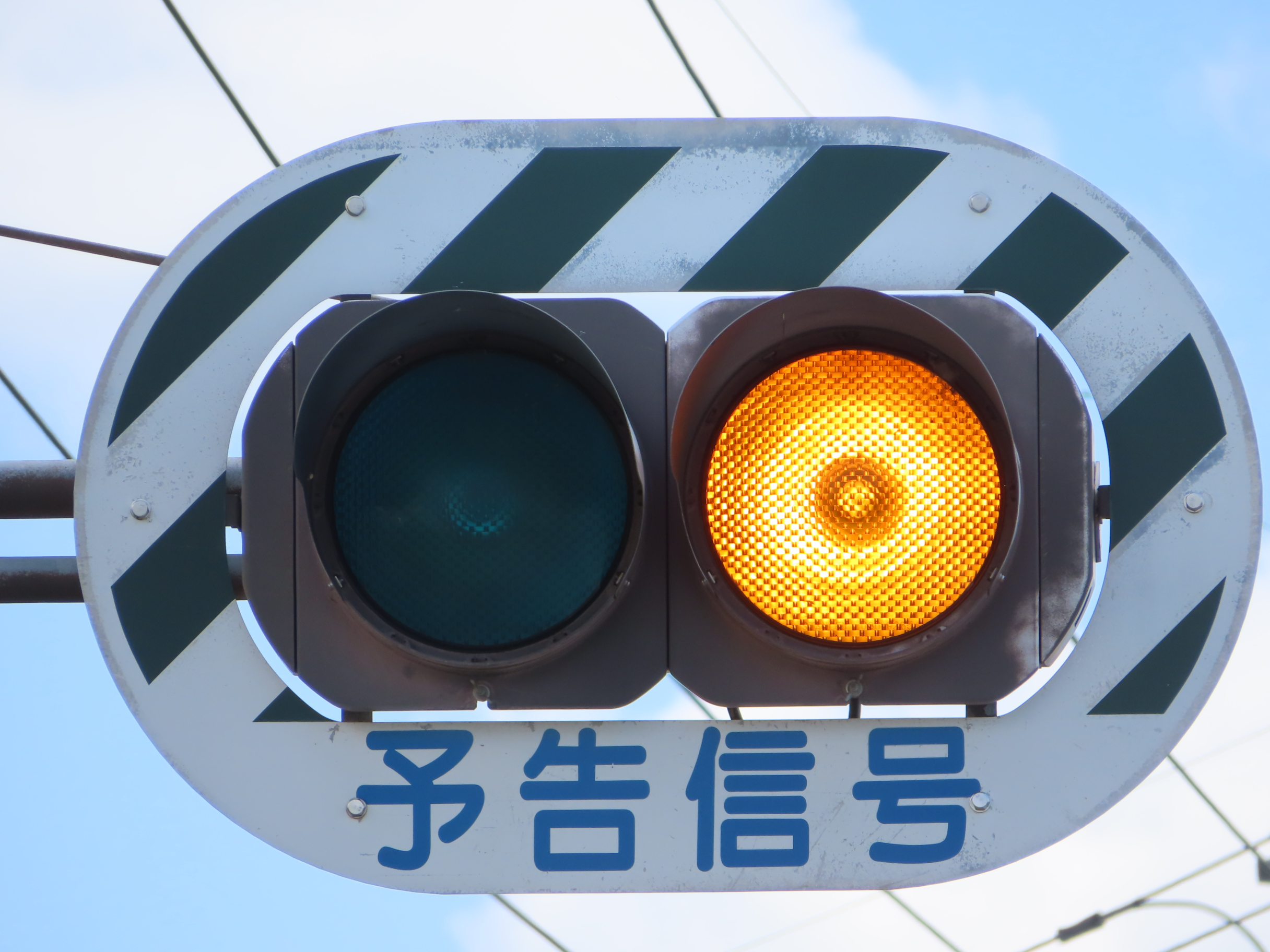
予告信号機の例
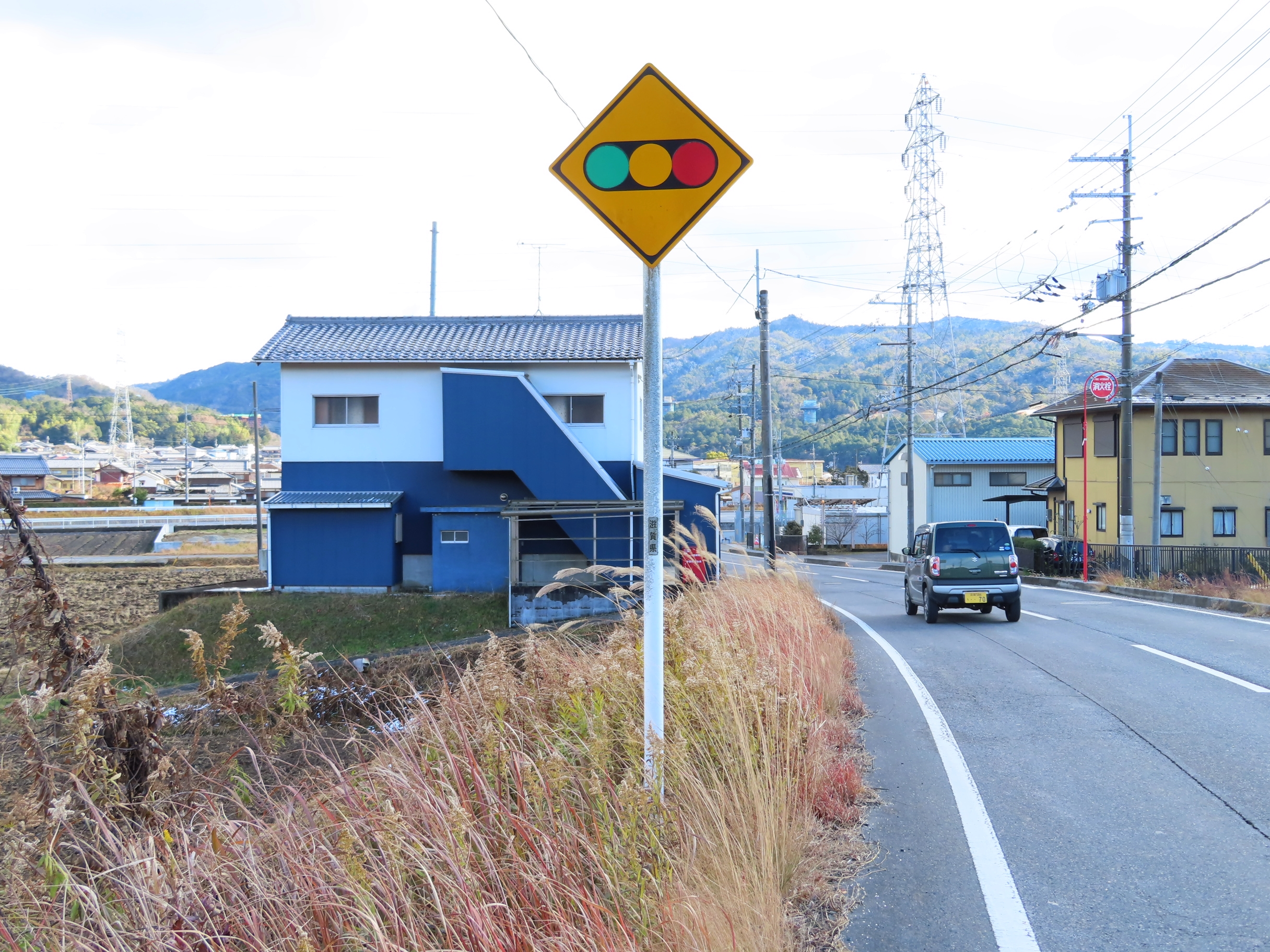
信号機ありの警戒標識の例

#### 懸垂型信号機
1本の柱からアームを延ばし、アームの先で交差点の全方向の信号灯器をまとめたものは「懸垂型交通信号機」と呼ばれ、その形状から「UFO信号機」「UFO型信号機」の通称もある。最初に製造した名古屋電機工業によるとヨーロッパを視察した社員がワイヤーで吊された信号機を見て思いついたという。
特殊な設置方式のため設置数が少なく、26基以上が設置された宮城県以外では群馬県と名古屋電機工業の地元である愛知県に数基設置されたのみという珍しいタイプの灯器である。第一号は1975年（昭和50年）に名古屋市立新栄小学校の前にテストケースとして設置されたものである。
幅が狭いが交通量の多い道に適しているとされ、歩行者用と一体化、道路に合わせ灯火に角度を付けたもの、LED式なども登場したが、現在は警察庁が定めた仕様に対応していないため補助金が受けられず財政的に不利となっている。1979年（昭和54年）から1986年（昭和61年）にかけて多数採用された。2019年（平成31年）時点で宮城県では22基が残されていたが、2024年7月に全廃された。ただし、名古屋市中区大須に設置されていたものについては、設置スペースの関係もあり、通常の信号機を組み合わせた形でLED式に更新されている。

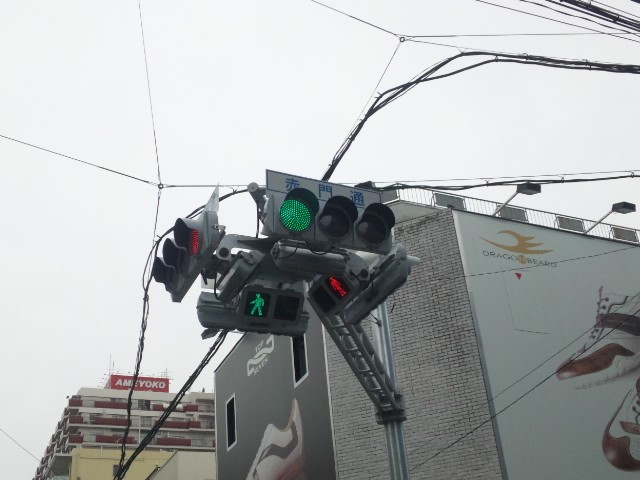
LED式の懸垂式信号機（名古屋市）
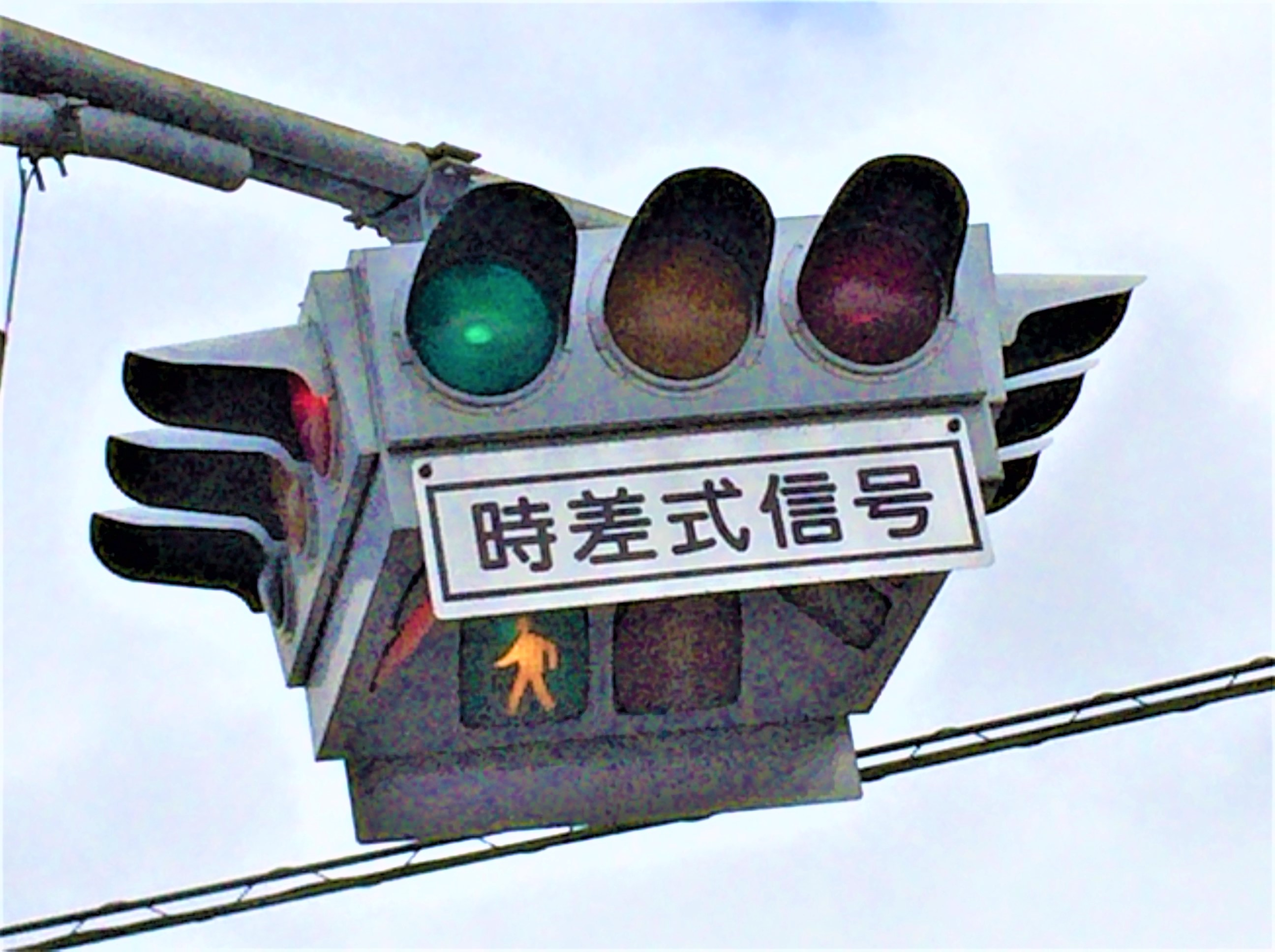
電球式の懸垂式信号機（仙台市）

#### 一灯点滅式信号機
一灯点滅式信号機は福岡県警察と信号機メーカーが協力して開発したもので、1984年（昭和59年）に福岡市南区で初めて導入された。通常の信号機が設置できない細街路の交差点で、優先・非優先を明確にし出会い頭事故を防止するために一灯点滅信号機が設置される。赤・黄が相互に点滅し、点滅周期は0.4 - 0.6 秒である。
全国的には2012年（平成24年）度には6,224基、2014年（平成26年）度末には6,076基、2020年（令和2年）3月末には4,653基、2024年（令和6年）度末には2,351基が設置されていた。ただし、地域的な偏在が大きく、2016年（平成28年）3月末時点で、福岡県には全国最多の1,608基あるのに対し、東京など10都県で1桁、千葉県では全く設置されていない。
一灯点滅式信号機については地域によって偏在があるため設置されている意味が分からない人もいるとされドライバーの混乱を促すおそれが指摘されている。設置から数年で効果が薄れるなどの声もあり、この信号機の効果は疑問視されている。また、一時停止規制の方がかえって分かりやすいとの声があり、一時停止規制へ変更した場合はかえって人身事故が減少した事例が多く、更に一時停止の標識の視認性も向上し、維持管理コストも減少したため一灯点滅式信号機でなくとも標識で代替できるようになった。そのうえ、色覚障害者には表示の判別が困難である。そのため、一灯点滅式信号機は撤去が進んでおり、警察庁も一時停止の交通規制等への代替により、撤去を促進している。

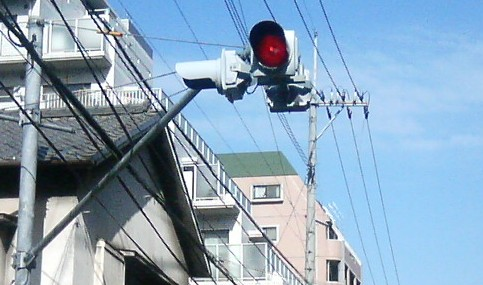
写真は赤点滅であり、一時停止を指示している。
- 一灯点滅式信号機（黄・赤）の点滅状況

#### バリアフリーに対応した交通信号機（車両用）
LED信号機では色覚障害に配慮して黄色は青色・赤色と比べ明るく点灯する。また、信号機の表示を分かりやすくするために赤表示の部分に「×」印を付けた信号機が考案され、2012年（平成24年）に福岡市で試験設置された。この「×」印は色覚障害者のみ見えるものである。この信号機は「色覚異常者に優しいユニバーサルデザインLED信号灯」として2011年度（平成23年度）にグッドデザイン賞を受賞している。なお、2001年（平成13年）には青を「〇」、黄を「△」、赤を「×」とした「〇×△灯器」の実験が行われたが、視認実験に明確な効果が現れなかった。

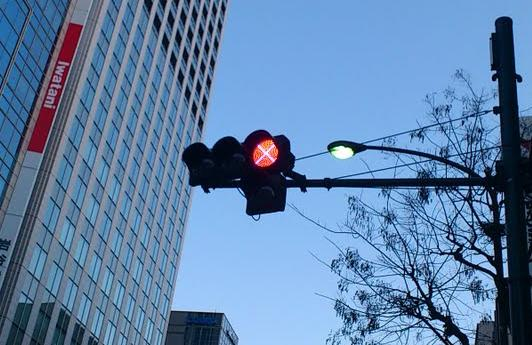
色覚異常の人が赤と黄信号を見分けやすくするため、赤信号に×印を表示した信号機。東京都・芝郵便局前交差点に試験設置（2012年2月）

#### バリアフリーに対応した交通信号機（歩行者用）
視覚障がい者が安全に横断歩道を横断するため「音響式信号機」が設置される。1955年（昭和30年）9月に東京都杉並区の東田町交差点にベルの鳴動による音響式信号機が設置され、1960年（昭和35年）6月には名古屋市でメロディーを流すタイプのものが設置された。
正式には信号機は1976年（昭和51年）から設置が開始され、盲学校や公共施設など視覚障がい者の利用頻度が高い場所から優先的に設置されている。歩行者用信号機が青の時にスピーカーより誘導音（「ピヨ」や「カッコー」など）が鳴動される。誘導音の種類によって、メロディ式（音楽が流れる）と擬音式（「ピヨピヨ」や「カッコウ」などの音が流れる）の2種類に分けられ、後者の擬音式がほとんどを占めている。音量は近隣住民の生活に考慮して設定しなければならず、また近隣住民に配慮するためにスピーカーの指向性や高さの性能向上が課題となっているが、後述する歩行者等支援情報通信システム（PICS）による解決方法も取られ始めている。

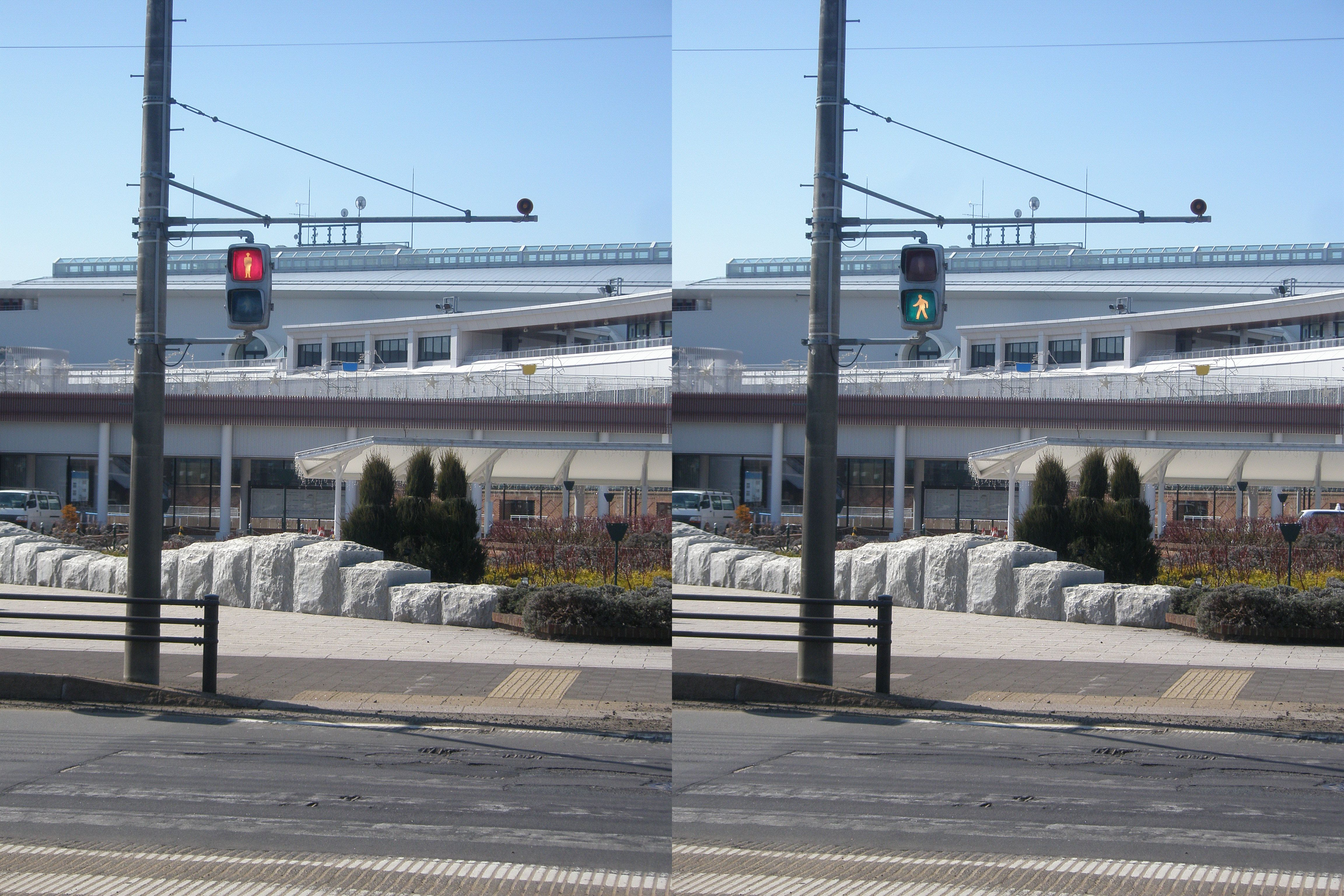
音響式信号機（2枚合成、左：赤、右：青）

2.5 m以上の高さで、横断歩道の対岸に設置されている歩行者用信号機は弱視者や高齢者が信号を確認するのが困難という指摘がある。そのため、音響信号機に用いられる音響装置に長方形の赤と円形の緑のLEDを配置した「高齢者・視覚障がい者用LED付音響装置」が開発されている。地面から90 cmの位置に存在するので高齢者や子供にとっても信号確認がしやすい。
視覚障がい者や盲ろう者が安全に横断歩道を横断するための触知式信号機（振動ポール）が設置される。昭和40年頃に三重県、大阪府、香川県で設置されていたが本格的な普及をせずに消滅した。しかし、2006年（平成18年）に新しい装置として復活した。
歩行者等支援情報通信システム（PICS）による信号機も整備されている。この信号機は歩行者が端末を携帯し（白杖に取り付けることもある）、端末と信号機で相互に通信することで交差点の情報や信号機の現示を知ることができる。また、そのシステムを高度に進化させた、スマートフォンとその専用アプリ及び内蔵Bluetoothを使う高度化PICS付信号機という仕組みも作られ、運用が始まっている。

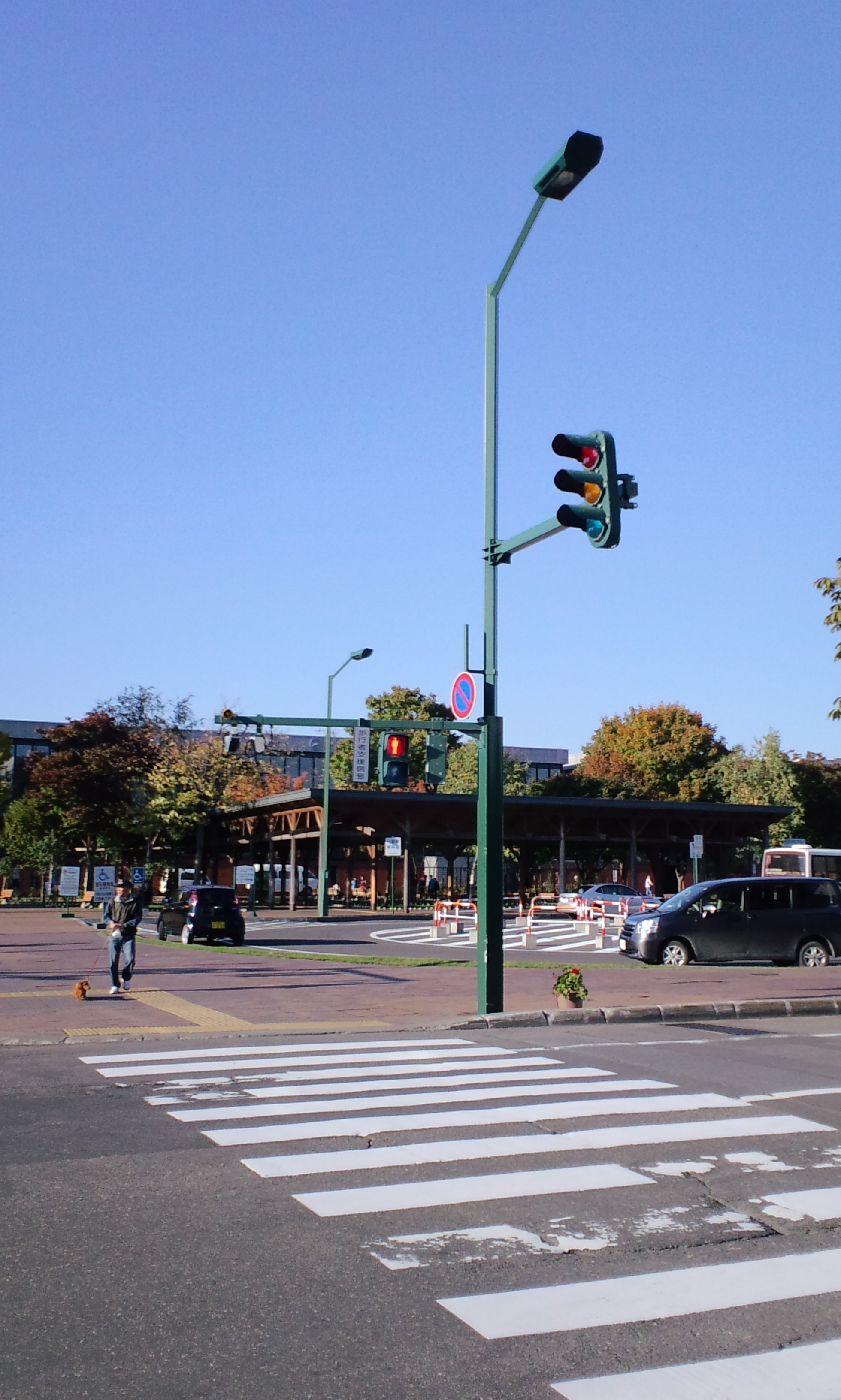
岩見沢市のPICS付信号機。横へ長く伸びたアームの端にセンサーがぶら下がっている
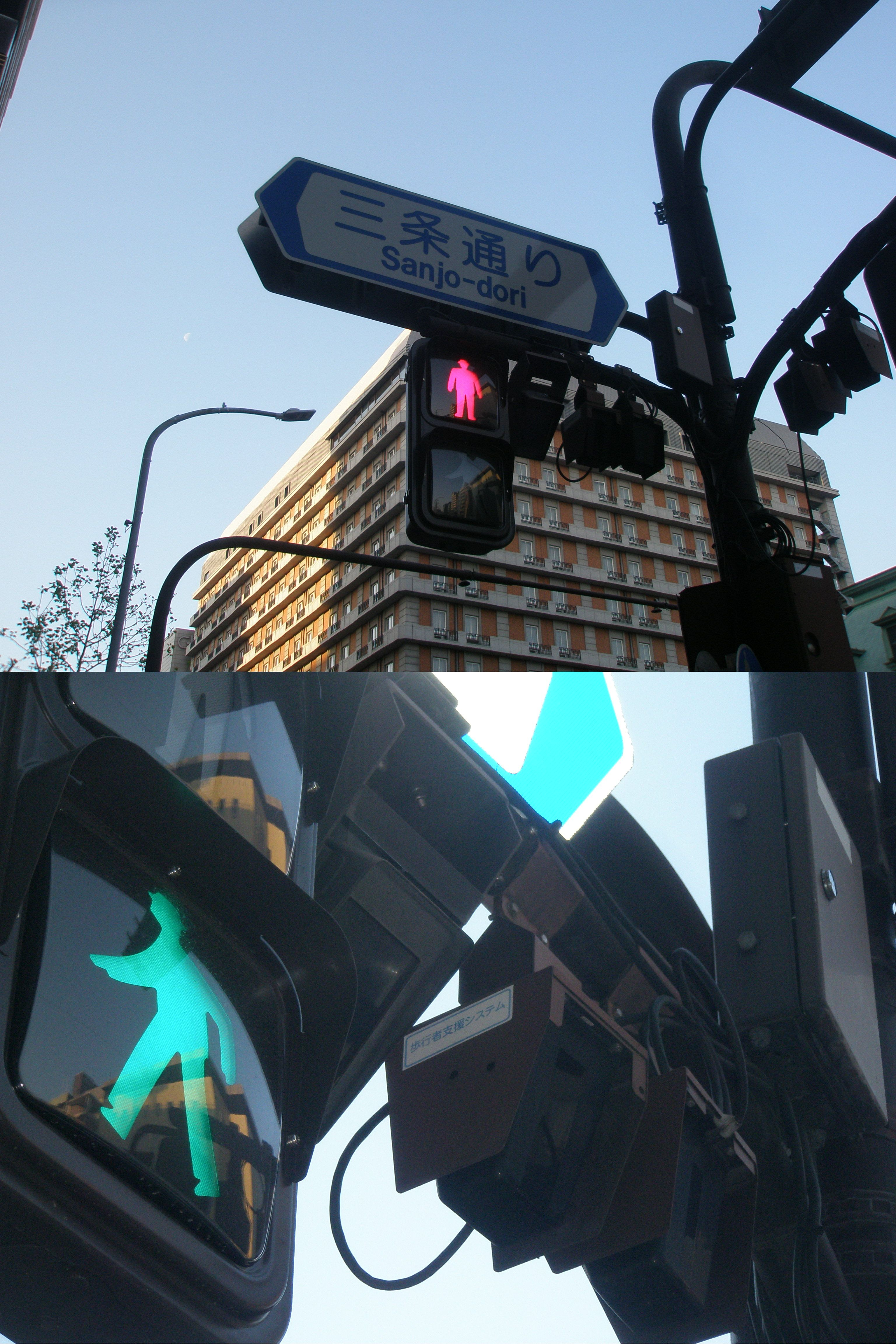
京都市におけるPICS付信号機（上：全体、下：「歩行者支援システム」表示部を拡大）

## 製造と材質

### メーカー
交通信号機のメーカーは以下が挙げられる。
- コイト電工
- 日本信号
- 京三製作所 - 2017年（平成29年）に自社での灯器製造を中止した。
- 信号電材 - 積極的にOEMで信号灯器を製造している。
- 星和電機 - LED信号機の普及と共に参入するが、現在は信号電材がOEMで製造した灯器を使用。
- 三協高分子
- 松下電器産業 - 現在のパナソニック

以下の会社はOEM提供のみを基本的に行ってきた。
- 陸運電機 - 現在の交通システム電機
- 三工社
- 住友電気工業
- 立石電機 - 現在のオムロン
- 名古屋電機工業
- 関西シグナルサービス

### 製造工程

#### 反射鏡の研磨作業
電球式信号機の場合、内部の反射鏡は光を均等かつ正しい方向に反射するために研磨作業が重要である。複数回バフによって研磨された後、電解研磨で反射鏡をリン酸溶液につけ、表面を溶解させることで更に光沢をつける。そして、陽極酸化処理で硫酸溶液につけ、反射鏡に不働態被膜を形成させて劣化しづらくさせる。そして、封孔処理として酢酸ニッケル溶液につけ、不働態被膜の間にできた表面の孔を塞ぎ、保護作用を高める。最後に乾燥を行い、研磨作業は完了である。

#### レンズの製造
ポリカーボネート製の信号機の場合、摂氏300度で溶かし、金型でプレスし成型する。その後、成型具合を確認してから、余分な部分を取り除く。

#### LED基板の製造
LED素子式の場合、LED素子は基板の上にセットされ、灯器に入れられる。そのLED素子は紙製のガイドにのったまま工場に届くが、ラジアル機を用いると基板の上に配置された状態で固定されるLED素子は基盤の上にセットされ、灯器に入れられる。LED素子がずれたり外れたりしないように基板裏面に接着剤が塗布される。そして、ICチップや抵抗が取り付けられる。その後、リフロー機を用いて接着剤を熱で硬化させる。さらに基板に取り付けられたものを固定するためはんだ付けが行われる。

#### 本体の塗装
はじめに、灯器本体の加工時に付着した油分を摂氏70度程度のアルカリ水で除去し。その後、水洗いしてから、十分に水切り乾燥を行う。そして、表面のゴミを取り除いから下塗りを行う。次に中塗りで均等に塗装する。その次に静電塗装によって上塗りを行う。最後に人の手で仕上げる。塗装を灯器本体になじませるため、摂氏130度程度の熱で焼き付ける。

#### 組み立て工程
水やほこりが入り込まないように、部品どうしの接合部にはシール材が塗られる。そして、ゴム製のパッキンによってレンズや反射鏡、LEDユニットなどの部品どうしを固定する。レンズと反射鏡は組み立てられると前枠に固定される。そして、ネジを用いて完全に密着される。その一方で、後枠にもランプソケットが取り付けられ、前枠に取り付けられる。そして、庇を取り付け、電圧を加えて漏電などの異常がないか確認される。

### 材質
信号機の筐体はかつて金属製が主に用いられてきたが、現在はアルミニウム製およびポリカーボネート樹脂製が主流である。これらの素材は対候性が高く、リサイクルが簡単な材料として選定されている。昭和40年代に三協高分子がポリカーボネード樹脂製の灯器を開発し、沿岸部などの金属製（鉄製）の灯器では錆が問題となる地域に設置がすすめられた。FRP製の灯器も昭和40年代には既にあったが、現在は数を大幅に減らしている。
電球式信号機内部の反射鏡はアルミ製のものが用いられる。また、レンズはポリカーボネートが用いられる。

## 設置方法

### 設置位置
車両用信号機の地盤面から灯器底部まで5,100 mm以上とし、交差点進入方向から見やすい位置に設置しなければならない。このとき、建築限界を侵して設置してはならない。この建築限界を守るため矢印灯を横に配した4灯式の信号機を設置することがある。また、歩行者用信号機が設置されていない交差点では、車両用信号機が歩行者から見える位置に設置しなければならない。配置する際は、接近する車両が停止線手前で停止・通過の判断を適切に行えること、停止位置から信号機が確認できること、見るべき信号機が明確でほかの交通に対する信号機と誤認することがないことが求められる。流入車線が複数ある場合はそれぞれの車線から信号機を視認できるよう配置する必要があり、必要に応じては補助的な信号機の増設が行われる。なお、原則として交差点の左奥側に設置される信号機を主信号と呼び、それ以外の交差点手前の左右いずれかに設けられる信号機を補助信号と呼ぶ（交差点によっては主信号が右奥側に設置されていることもある）。
歩行者用信号機は電柱からのびるアームで上下から抱え込む形式を標準とする。柱の先端に歩行者用信号灯器を取り付ける柱頭式が設置されることもある。高さは地盤面から灯器底部までを2.5 m以上（通常は2.7 m - 3.2 m）とし、対岸の横断歩道の中央から見て正対するように設置される。特に柱頭式（自立式）の歩行者用信号機は地盤面から灯器の底面までを3 m程度とする。視認性を確保するため、横断歩道の幅が広い場合や中央分離帯が存在する場合などは歩行者用信号機の増設を検討すべきである。

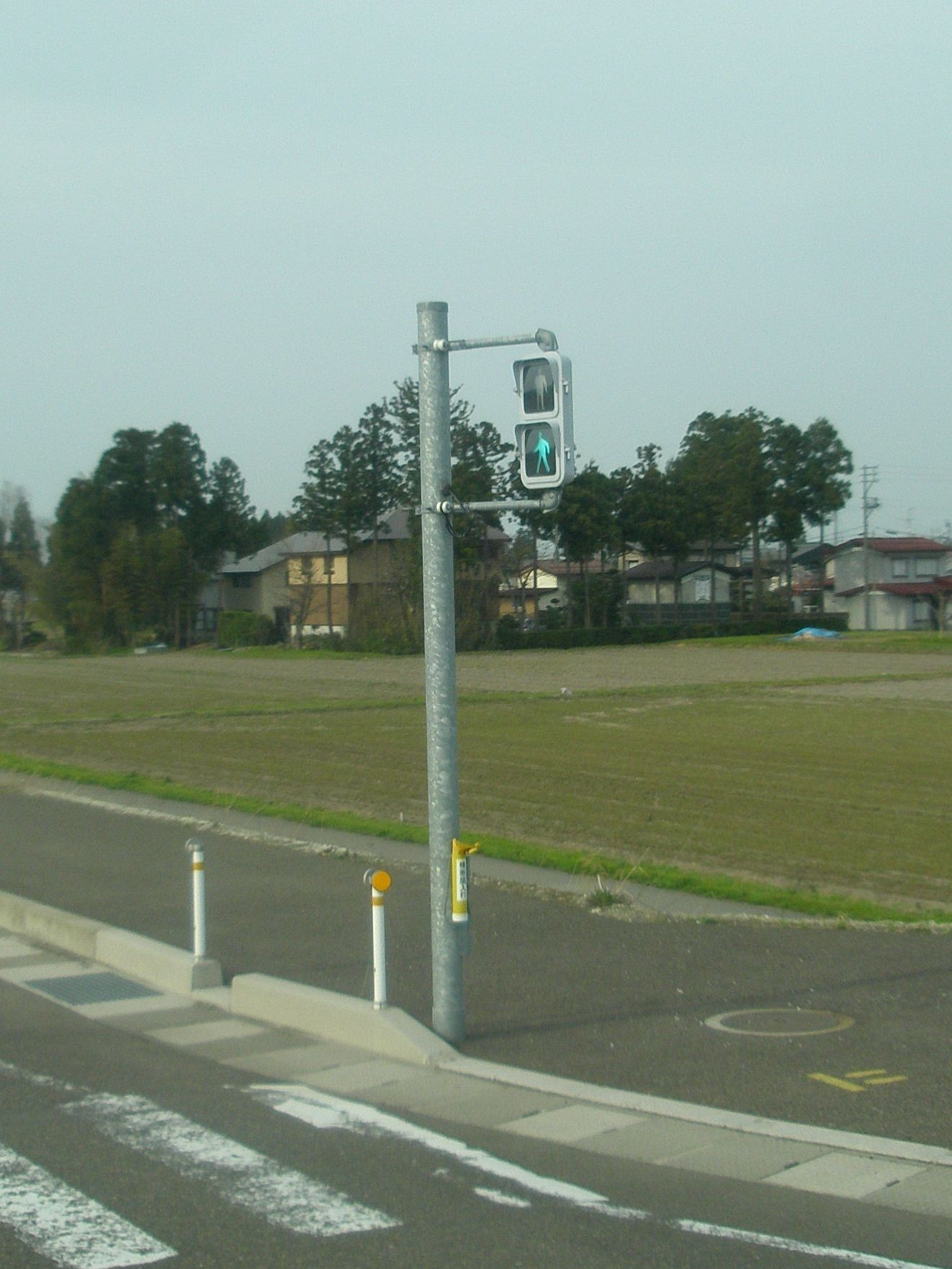
アームで上下から抱え込む形で設置された歩行者用信号機
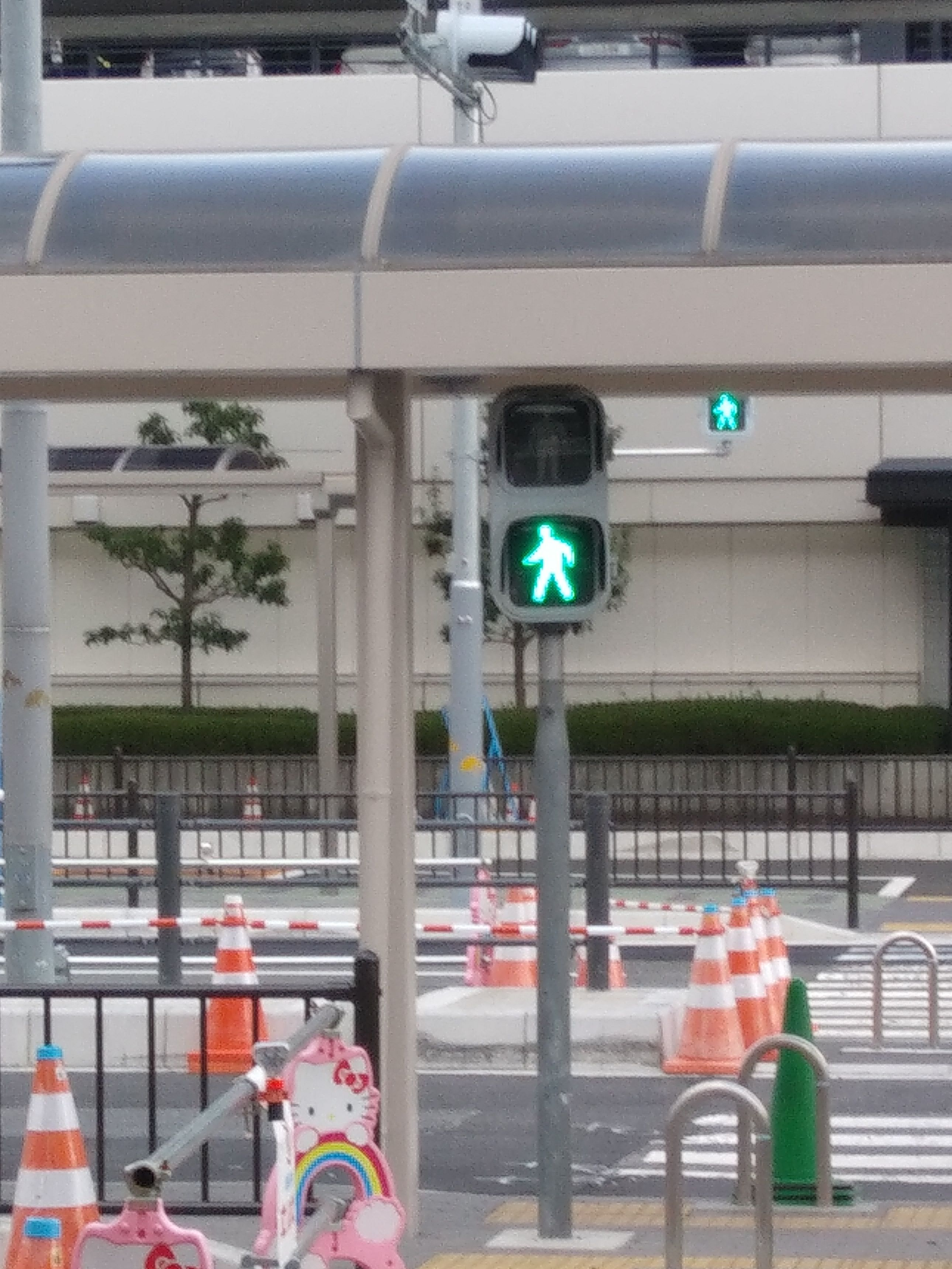
柱頭式によって設置された歩行者用信号機（手前）

### 信号柱
信号機を取り付けられるのに用いられる「信号柱」は、標準的な十字路の場合は交差点の四隅に設置され、それぞれに車両用信号機と歩行者用信号機が取り付けられる。信号柱には制御器や信号機が取り付けられるほか、信号柱どうしまたは各機器（制御器・信号機）に配線するための「端子箱」、信号制御器と交通管制センターと情報通信を行うための回線を収容し保護する「専用線保護箱」、電路を開閉するスイッチを内蔵する「電源開閉器箱」が取り付けられている。都道府県ごとで仕様が異なるため、信号柱の製造メーカーである信号電材では溶融亜鉛めっき塗装の鋼管柱のみで600種類以上の柱を標準品として取り扱うほど多岐にわたる。信号柱の内側・外側の配線によって内部通線式と外部配線式があり、内部通線式の場合は信号柱に開口部や通線口を設ける。

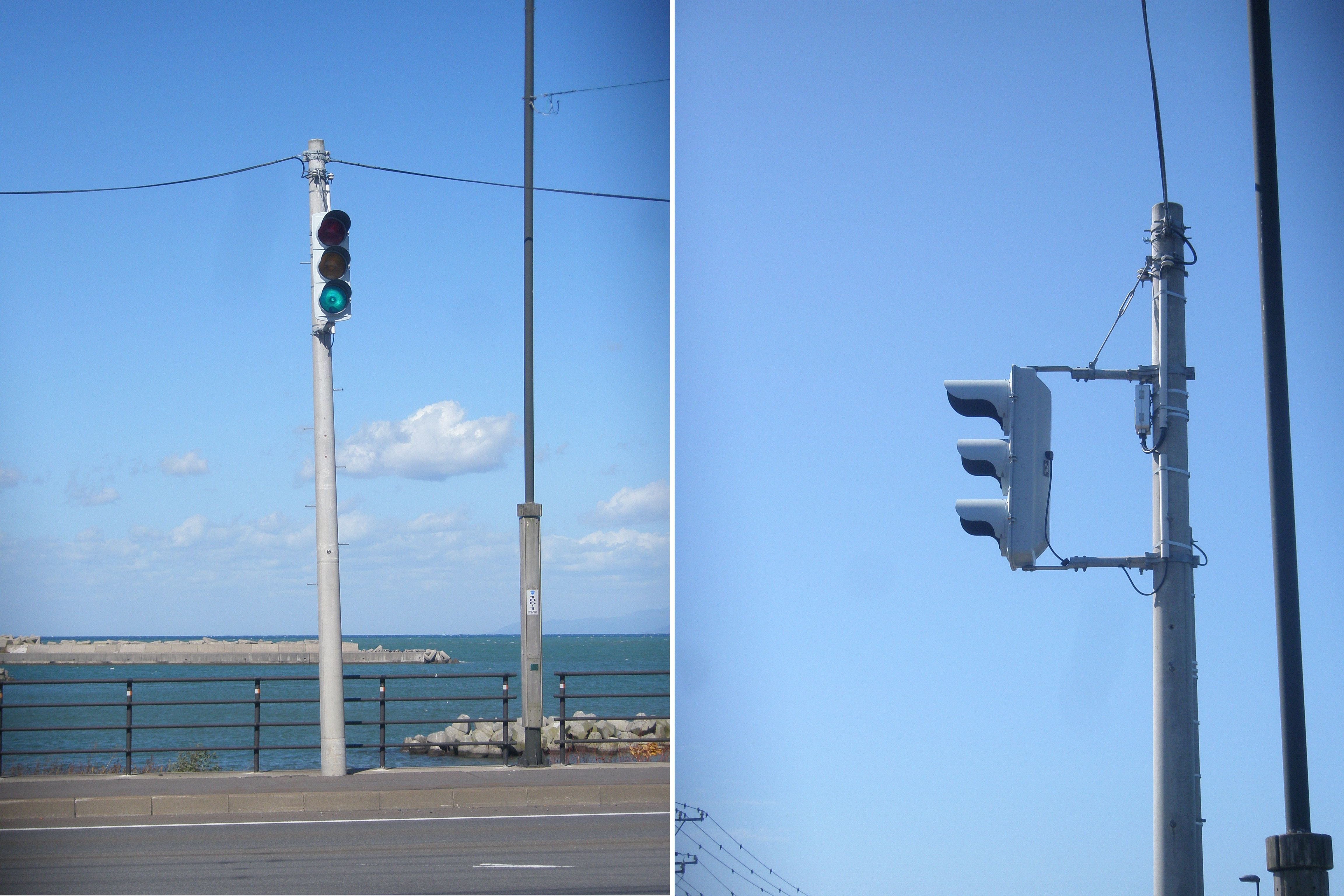
信号機と信号柱

信号機を取り付けるのに使われる「信号柱」は原則として専用の柱を設置するのが望ましく、他の所管（電力会社や電話会社など）の柱を借用するのは望ましくない。ただし、専用の柱を設置することが困難な場合や事故などによって信号柱が使えない場合などは柱を借用することを検討することになる。横断歩道の側端に設置する場合は、右左折する車両などからの見通しを妨げることがあってはならない。
柱の種類は材質によって「鋼管柱」と「コンクリート柱」がある。ただし、鋼管柱の方が強度が大きいため、信号柱の交換では老朽化したコンクリート柱は鋼管柱に更新される。コンクリート製の信号柱はかつて半永久構造物とされてきたが、柱内部の鉄筋の水素脆化に関する注意喚起がなされている。また、海に近い場所は潮風の影響を受け、それ以外の市街地でも犬などの排泄物で内部の腐食が進む。鋼管柱では一般構造用炭素鋼鋼管（STK400）のものを使用することが多い。ほとんどの信号用の鋼管柱は防錆処理として溶融亜鉛めっきを施すが、耐久性や景観性を考え塗装を施すことも多くみられる。また、貼紙防止や強度向上のために鋼管を二重にしたものや、マクロセル腐食や犬などの排泄物で腐食を防ぐために地際部に防食塗装を施す例もある。信号柱の設置予定地に埋設物が存在し、根入式の信号柱が設置困難な場合は根本がベース式の信号柱が設置される。狭隘な歩道上に設置する場合は径の細い柱を設置の検討を行う。幅員が広い道路で信号用のケーブルを上空に架設する場合や、長いアームに車両用灯器を取り付ける場合は径の太い信号柱が検討される。柱頭式で歩行者用灯器を取り付ける場合、直径101 mmで灯器の下面高さが3 mの柱頭式柱が設置される。一般的な柱が設置できない場合はクランク式の柱を設置し、柱に荷重が大きくかかる場合は杭式の柱を用いる。維持管理にあたっては磁気や打音などによる非破壊検査で安全性が確認されている。

### 取付金具
信号灯器はアームや取付金具類を用いて支柱に設置される。一般に車両用灯器は自動車の運転者の正面に、歩行者用灯器は横断歩道の中心に配置する。道路の状況に対応できるように、取付金具には左右や上下に角度を調節できる機能が備わっている。
車両用信号機の取り付けられるアームの長さは2.0 mを標準とし、最長は3.5 mとする。アームの形状は梁が2本の「平行アーム」、1本の「直線アーム」、古い信号機に多く見られる「円弧アーム」などがある。アーム長や矢印灯が設置されている数などによって支持棒や補強金具の取付方法が異なる。信号交差点が連続する場合は誤認を防ぐため、手前の信号灯器のアームを短くして遠近法による錯覚を防ぐなどして設置上の配慮が必要である。また、台風が頻繁に上陸する地域では風の影響を軽減するため、信号柱と灯器の距離を短くすることも考えられる。
歩行者用信号機は自動車との接触により灯器やケーブルの破損を防ぐため、灯器に破損防止機能や落下防止機能がある取付金具を用いて設置することがある。

## 信号機に付属する設備

### 信号制御装置
信号制御装置（制御器）とは交差点ごとにプログラムされた情報やリモートコントロールされた情報に基づいて信号機の点灯を制御する装置である。突発的な事象が生じた際は内蔵されているスイッチから手動で操作できる。
交通信号機に用いられる制御器は振動や湿度・温度などの環境条件に対して長期的に機能低下しないように設計されていると同時に、交差する方向の交通を同時に対して青表示を出さないよう安全性の確保も実現されるよう設計されている。
設置方法としては信号柱に取り付ける「抱き込み式」、独立して設置した「自立式」がある。設置場所は交差点全体が見通せる場所が最も望ましく、やむを得ず見通せない場合は主道路（交通量が多い道路）を見通せる位置に設置する。また、歩道がある場合は歩道内に設置し、歩道が無い場合は車両が接触するおそれのない場所に設置する。いずれの場合も、通常時・制御器筐体開扉時にかかわらず歩行者の通行の支障にならないように設置し、車両の進行方向に対して信号柱の陰となる位置に設置する。また、ケーブルの配線を行う上では電圧降下による灯火の視認性低下を避けなければならない。
警察庁によると、2016年3月時点で日本国内の制御機の約2割にあたる4万3千基が更新時期（おおむね設置から19年）を過ぎており、信号の滅灯や点滅など老朽化した制御器によるトラブルは2014年度（平成26年度）に全国で314件発生した。制御器1基を更新する費用の約120万円は都道府県が負担することになっているが、自治体によっては予算が確保できず事実上放置されることが問題となっている。警察庁は故障すると事故に繋がる恐れがあるとして、2020年度（令和2年度）までに重点的に更新するよう各都道府県警に指示した。

#### 機能
通常の制御器では各信号の表示状態（「ステップ」や「階梯」と呼ぶ）を16ステップ設定できる（最大で24パターン）。また、1つの制御器で制御できる信号機の数は基本、16基である（最大で24基）。多段周期制御を行う場合のパラメータは最大で10パターン記録できる。制御器などの故障のときに滅灯や危険な信号表示が発生しないようにバックアップ機能が備えられており、後述の「保安動作」や「異常閃光」にモードを切り替える機能が備わっている。予め設定されている複数のパラメータにそって信号機を動かすとき、制御器は「多段動作」モードとなっている。一方で、手動で信号機を動かす場合は「手動動作」モードで操作を行う。制御器で各信号の表示時間を司るパラメータが異常を起こした場合は「保安動作」モードとなり、ワンパターンの制御パラメータで正常な信号制御に戻そうとする。交差する方向の交通を同時に青表示を出す（このことを「G-G」と呼ぶ）や「保安動作」モードでも異常な動作があった場合は「異常閃光」モードに切り替え、車両用信号機が赤色もしくは黄色の灯火を点滅するようになるが、手動操作で閃光に変える点滅動作とは別の回路が使用される。一方で制御器から手動で点滅に変えることもできる（「手動閃光」モード）。

#### 種類
制御器は制御方法によって以下の通り分類される。
- 地域制御
  - 集中制御用信号制御器
- 系統制御
  - 集中制御用信号制御器
  - 多段系統制御用信号制御器
- 地点制御
  - 感応制御用信号制御器
  - 押ボタン制御用信号制御器
  - 多段制御用信号制御器

集中制御用信号制御器はマイクロプロセッサと交通信号制御専用LSIの階層構成を用いることで信頼性の向上を図っている。マイクロプロセッサによって、車両感知器などからの感応制御を行うほか、交通管制センターからの遠隔操作時のサイクル・スプリット・現示の切り替えなどの制御内容について学習して交通管制センターとの回線が断線しても信号制御が乱れないようになっている。交通信号制御専用LSIは、マイクロプロセッサが異常状態になっても信号制御が安全に行えるよう構成されている。多段制御用信号制御器は万年カレンダーを内蔵しており、曜日・時刻に応じて信号制御のパターンを設定することができる。

### 車両感知器

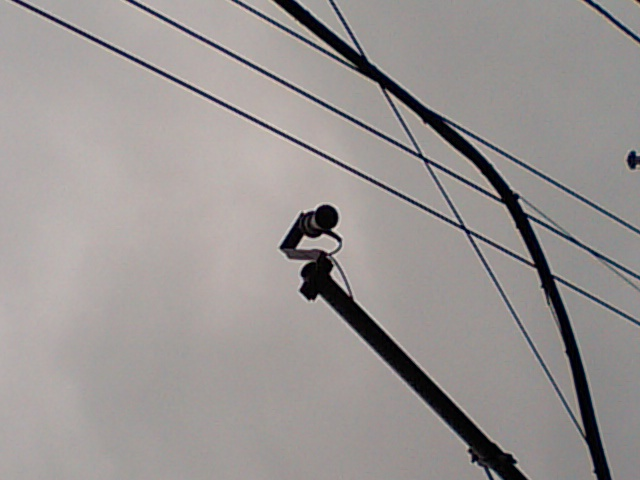
半感応式信号機に付属する車両感知器

車両感知器によって交通量や速度などの交通流データが収集され、信号制御の最適化に用いられる。端末感応制御や交通応答制御は車両感知器が収集した情報に基づいてパラメータの調整や信号表示の切替が行われる。車両感知器の種類は以下の通り挙げられる。
- 超音波式車両感知器
- ループ式車両感知器
- 超音波ドップラー式車両感知器
- 画像処理型車両感知器
- 光学式車両感知器（光ビーコン）
- 遠赤外線式車両感知器

信号交差点の近傍に車両感知器を設置する場合は、右折車両の感知と飽和交通流率の判定には信号交差点から0 - 30 mの位置、渋滞長の判定には信号交差点から300 m、500 m、750 m、1000 mの位置に設けられる。

### 信号機電源付加装置
停電時は信号機の滅灯によって混乱を招き交通事故を増加させる懸念があり、警察官を派遣して交通整理するのにも限界があるため、停電時に電源供給を行うための信号機電源付加装置の整備が行われている。1995年（平成7年）に発生した阪神淡路大震災以降に主要な交差点から普及が進み、2011年（平成23年）の東日本大震災での停電や信号機が滅灯した交差点での死傷事故によって電源供給の重要性が再認識された。
常設式の信号機電源付加装置は主に「自動起動式」「リチウム電池式」「手動式」の3種類に分かれる。自動起動式はディーゼル式の発電機が用いられたものであり、信号機が滅灯してから起動するまで1分程度かかる。交通信号機のLED化により消費電力が抑えられたことでリチウム電池式のものが増加し、信号機が滅灯することなく起動できて筐体を小型化できる利点を持っている。

## 施工
交通信号機の工事は都道府県警警察本部の発注で行われる。一般に交通量の多く開かれた公共空間で工事が行われるため、屋内や閉鎖空間と比べ安全かつ迅速な施工が求められる。既設の信号機を更新・改良する場合はその交差点の信号機全てが滅灯させて警察官による交通整理が求められるが、ドライバーが手信号による交通整理に不慣れなため極力点灯させたまま工事を進めることがある。その場合、配線のミスで信号機の滅灯・点滅や機器類の故障に繋がるため細心の注意を払って施工する。なお、信号機の工事や保守は別々の工事業者や作業者が行うことが多いため、配線ミスを防ぐために接続する線の種別や線番がルールとして定められている。
工事の施工に先立ち、路上で工事するため所轄警察署から道路使用許可を取得する。そして、警察は道路管理者に対して道路占用協議を行い、電力会社に電力の引き込みと電力変更手続きを行う。集中制御などで通信回線を使用する場合は通信回線事業者に対しても電力会社と同様に手続きを行う。
工事にあたって必要な資格としては電気工事施工管理技士や土木施工管理技士があるほか、全国交通信号工事技術普及協会から「交通信号技士」「交通信号監理士」「交通信号設計士」「交通信号診断士」の資格がある。また、工事技術の向上のため、毎年1回「交通信号工事甲子園」が西日本と東日本で行われれいる。

### 種類
交通信号機の工事の種類は一般に以下に分類される。
- 新設工事 - 道路が開通したときなどに交通信号機を新たに設置する工事。
- 更新・改良工事 - 機器・施設の老朽化や交通需要の変化に対応するための工事。
- 移設工事 - 道路そのものや地下埋設物の工事などの影響により、信号柱や灯器などの設置位置を変更する工事。既設の信号機を休止せず施工しなければならず、難易度が高い。

### 作業内容
- 建柱 - 機器やケーブルなどを取り付ける柱を設置する作業[241]。路面撤去→掘削→建柱→基礎コンクリート打設→埋め戻し→路面復旧の順で行われる[242]。既に地下埋設物が設けられていることがあり細心の注意が必要な作業であり、重機だけではなく手掘りによる掘削を行うことも多い[241]。
- 抜柱 - 柱を地中から引き抜く作業[243]。逆に、柱を撤去するときは路面撤去→掘削→基礎コンクリート破砕→抜柱→埋め戻し→路面復旧の順で行われる[244]。柱に装着されている機器やケーブルなどを取り外してから行う[243]。
- 撤去 - 不要になった機器やケーブルなどを取り外す作業[243]。クレーン車や高所作業車を用いることが多いが、狭い道路では梯子を用いて柱に上って、柱上で足場を設置して作業を行うケースもある[243]。撤去後に他の場所に機器を設置することを「移設」と呼ぶ[243]。
- 切替 - 信号制御装置を更新した場合に、既設側から新設側にケーブルを繋ぎ変える作業[243]。信号機の滅灯を伴う場合、早く正確な作業が求められる[243]。
- 確認・調整 - 作業後に信号機の点灯状況や電力の供給状況などに問題ないか確認し、不具合があれば調整する作業[243]。

## 歴史

### 創始期
道路用の信号機は、1919年（大正8年）に、東京市（当時）の上野広小路交差点に試験的に「信号標板」が設置されたのが日本初である。この時は「進メ」「止レ」と書かれた板を警察官が操作する手動式であった。この方式は多くの通行者が戸惑うこととなり、時期尚早として警察官による交通整理の方が良好と判断され本格採用は見送られた。3年後の1922年（大正11年）に上野公園で開催された平和博覧会の会場入り口交差点付近に再登場した。その後、「信号標板」は改良が重ねられ全国の都市に普及した。普及の背景は、大都市での交通事故の増加が顕著であり、更に手信号での適切な交通整理が難しいと判断されていたことであった。

### 発祥期
自動式信号機は、1930年（昭和5年）3月23日に東京市の日比谷交差点に設置された米国製が最初である。灯器は交差点の中央部に設置され、緑・黄・赤3色の意味を知らせるために、あえて信号灯のガラスの上から「ススメ」「チウイ」「トマレ」と文字が書かれていた。これは米国のレイノルズ社製で、同年に国産の信号機も製造開始されている。
翌1931年（昭和6年）8月20日、銀座4丁目や京橋などの交差点34ヵ所に、自動式信号機が設置された。それを記念して、この日を「交通信号設置記念日」とされた。
交通信号機が警察で仕様化されたのは1933年（昭和8年）。この当時の配列は道路中心から赤、橙黄、緑の順と定められ、表示面の直径も185 mmから230 mmと定められた。
太平洋戦争が開戦すると信号機も灯火管制の対象となり、空襲警報発令時はスイッチを切り換えて減光した。その一方で、1942年（昭和17年）5月から1947年（昭和22年）12月まで、赤色の灯火の点滅（赤点滅）は空襲警報を告げる表示として用いられた。道路標識は金属類回収令による回収の対象となった一方、信号機は空襲警報を知らせる役割があったため回収を免れた。しかし、大半の信号機は空襲による被害を受けた。

### 復興期
戦後は被災した信号機を修理するなどして応急処置を行ったが、手信号による交通整理に頼らざるを得ない状態であった。光度が下がり視認性が悪い信号機が多かったため、鉄道信号に倣い背面板の設置が始められた。また、大都市部でしか見られなかった信号機であったが、自動車の普及などを背景に全国の地方都市でも信号機の導入が進んだ。
「交通整理器」「自動交通整理信号機」などの名称が用いられていた信号機であるが、道路交通取締法が1947年（昭和22年）11月に公布により正式に「信号機」と呼ばれるようになった。
1947年（昭和23年）には配列が右側から赤色、黄色、青色と定められ、表示面の直径も20 cmから30 cmとなった。
1953年（昭和28年）頃から関西地区で「注意信号の予告として車両に停止準備をさせ、黄信号時における交差点内の進入を抑制する」ことを目的に、車両用信号機に青色の灯火の点滅（青点滅）が導入された。当時黄色の灯火（黄信号）は、交差点へ既に進入した車両等・歩行者は交差点の外に出なければならないこと以外は赤色の灯火（赤信号）と同じ意味であった。1970年（昭和45年）7月25日に道路交通法施行令が改正され、黄信号の意味が改正されて青点滅信号が廃止された。
1957年（昭和32年）9月に車両用信号機を背中合わせにしたものが初めて設置され、1961年（昭和36年）2月には信号機の筐体に前後両方向の灯火が設けられたものが設置されるようになった。
矢印の記号の変遷もあり、1958年（昭和33年）に日本信号が矢頭と矢柄を分離した信号機を作りはじめた。その後、電球の改良に伴って矢印の記号が他の信号表示と誤認されるようになったため、各信号機メーカーが矢印の形を工夫するようになる。

### 普及期
1961年に両面に信号機を取り付ける方式が国内で初めて導入される。
1966年（昭和41年）に歩行者用信号機が導入された。また、矢印記号は各メーカーで様々な形をしていたが、警察庁の信号技術部会が1972年（昭和47年）7月に信号機の仕様書を改め矢印記号を統一のものとした。
1975年（昭和50年）に新潟県で初めて、多雪でも視認性を確保するために縦型の信号機が導入される。

### 更新期
1994年（平成6年）に世界初のLED式信号灯器が愛知県に設置され、その直後に徳島県で設置された。そして、2000年（平成12年）に「U型車両用交通信号灯器」として信号機の仕様が改訂されたときには、従来の電球式信号機に加えLED式信号機も正式に設置できるようになった。LED式信号機が普及する背景には、東京都知事だった石原慎太郎が東南アジア諸国を訪問した際に日本の信号機は遅れていると認識し、それから警視庁が東京都下で設置を強く推し進めたことによる。
2012年（平成24年）の笹子トンネル天井板落下事故以降、交通信号機の老朽化が問題となっている。2015年（平成27年）に警察庁が『信号機設置の指針』を発出し、信号機の設置・撤去の条件が明確にされた。この指針が出たおかげで学校の統廃合や道路の開通などにより必要性がなくなった信号機の撤去を行いやすくなった。指針が出た翌年の2016年（平成28年）度には全国で496基の信号機が撤去された。
2014年（平成26年）度から警察庁は信号機の低コスト化に向けた取り組みを進め、2017年（平成29年）度に車両用信号機の表示面の直径の標準を300 mmから250 mmに変更した。この変更により、庇が省略され、横幅は200 mm縮まりスリムな筐体となる。明るさはそのままで、製造コストが17 %削減できる。さらに、6割近く軽量化されるため、台風の影響も受けにくくなる。2017年（平成29年）6月22日に大阪市鶴見区の交差点で初めて新型の信号機が導入され、将来的には全国126万基の灯器を交換する方針である。

### 歩行者用信号機の誕生と変遷
初期の信号機は車両用と歩行者用の区別がなく、同一の信号機によって交通整理が行われてきた。1936年（昭和11年）に五反田駅前交差点に車両用と区別するためレンズの直径が150 mmの歩行者用信号機が設けられた。その後、1963年（昭和38年）頃にレンズに人形を入れた歩行者用信号機が設置されたが、これらは青点滅しないものであった。そして、1964年（昭和39年）12月15日に歩行者用信号機の研究開発することが決定した。1965年（昭和40年）に警視庁が新宿追分交差点に試験設置し、アンケートを実施した。このアンケートの結果に基づき見当が加えられ、人形型の歩行者用信号機は1966年（昭和41年）2月9日に仕様書が作られ正式化された。そして、1996年（平成8年）に「U型歩行者用交通信号灯器」として従来から使用されている電球式に追加してLED式のものも使用できるよう仕様が制定された。1996年当初は電球式とLED式で同じ寸法の筐体が用いられていた。電球式では筐体内部に反射板を設けるため一定の厚さを必要としたが、LED式信号機では反射板が不要となり、車両用信号機と同様に薄型化された。この薄型化により軽量化や作業性向上の効果があるほか、歩行者用信号機においては車両との接触事故を防ぐことができる。
待時間表示装置を併設した信号機は1988年（昭和63年）に東京都で試験設置が開始され、1996年（平成8年）から正式に設置されるようになった。2006年（平成18年）から赤信号・青信号の残り時間を同時に表示できる「経過時間表示付きLED式歩行者用交通信号灯器」（ゆとりシグナル）の設置が正式に開始された。